# Pandemia COVID-19 w Wielkiej Brytanii
Pandemia COVID-19 w Wielkiej Brytanii – pandemia zachorowań na ostrą zakaźną chorobę układu oddechowego COVID-19 wywoływaną przez wirusa SARS-CoV-2.
Pandemia choroby ciężkiego ostrego zespołu oddechowego wirusa SARS-CoV-2 rozprzestrzeniła się w styczniu 2020 na Zjednoczone Królestwo, lecz przypadki koronawirusa potwierdzono w lutym. 28 lutego 2020 zanotowano przypadek wirusa SARS-CoV-2 w Wielkiej Brytanii. W marcu wykryto przypadki zakażeń w Anglii, Walii, Irlandii Północnej i Szkocji. Pierwsza fala zakażeń trwała do lipca, a u jej szczytu potwierdzono 5487 przypadków jednego dnia (24 kwietnia) oraz 1224 zgonów (22 kwietnia). Obecnie trwa druga fala zapoczątkowana we wrześniu. Podczas jej trwania maksymalnie potwierdzono 26 687 przypadków w jednym dniu (22 października) oraz 492 zgony (5 listopada).
Do 29 października 2020 odnotowano ponad milion potwierdzonych przypadków zakażenia koronawirusem w Wielkiej Brytanii oraz ponad 55 tys. zgonów. 11 listopada 2020 przekroczono granicę 50 000 zgonów.

## Chronologia wydarzeń
12 stycznia 2020 r. Światowa Organizacja Zdrowia (WHO) ogłosiła, że nowy wirus z grupy koronawirusów jest przyczyną choroby układu oddechowego u grupy ludzi w mieście Wuhan w Chinach. Współczynnik śmiertelności był znacznie niższy niż w przypadku SARS z 2003 r. aczkolwiek współczynnik zakażania był wyższy, ze znaczną ilością zgonów.

### Zima 2019–2020: Pierwsze przypadki
Styczeń 2020
Ministerstwo Spraw Zagranicznych i Wspólnoty odradziło podróży do Wuhan, pierwotnego epicentrum wybuchu epidemii, po dwóch dniach rozszerzyło zalecenia na całą prowincję Hubei, a na koniec miesiąca na całe Chiny. Minister zdrowia Matt Hancock oznajmił w Izbie Gmin, że 200 Brytyjczyków przebywających w Wuhan otrzyma propozycję repatriacji do Wielkiej Brytanii.
31 stycznia potwierdzono dwa pierwsze zakażenia koronawirusem na terenie kraju.
Luty 2020
Ministerstwo Zdrowia i Opieki Społecznej (Department of Health and Social Care) ogłosiło, że osoby powracające z Hubei, Iranu i niektórych regionów Korei Południowej muszą poddać się izolacji, nawet jeśli nie mają objawów. Całkowita liczba przypadków wzrosła do 23, z pierwszymi przypadkami w Walii, Szkocji i Irlandii Północnej.
28 lutego zmarł pierwszy obywatel Wielkiej Brytanii zarażony koronawirusem. Był on jednym z pasażerów statku pasażerskiego Diamond Princess, na którym w sumie stwierdzono 712 przypadków. Statek znajdował się wtedy w Japonii.

### Wiosna 2020: Pierwsza fala
Marzec 2020
3 marca rząd brytyjski przedstawił plan działania. Dyrektor Public Health England (agencja podległa Ministerstwu Zdrowia i Opieki Społecznej) powiedział, że rozprzestrzenienie się wirusa na terenie Wielkiej Brytanii jest „wysoce prawdopodobne”. Dwa dni później w Reading zmarła pierwsza osoba w Wielkiej Brytanii zarażona koronawirusem, a druga w Milton Keynes, jeszcze tego samego dnia.
6 marca premier Boris Johnson ogłosił dofinansowanie wysokości 46 milionów funtów na badania nad szczepionką i szybkimi testami diagnostycznymi. 3 dni później kanclerz skarbu Rishi Sunak przedstawił budżet, który obejmował 30 miliardów funtów na ochronę gospodarki przed skutkami pandemii.
Rząd zalecił aby osoby z gorączką lub kaszlem izolowały się przez siedem dni. Szkoły zostały poproszone o odwołanie wyjazdów zagranicznych, a osobom powyżej siedemdziesiątego roku życia z istniejącymi chorobami zalecono unikanie rejsów wycieczkowych.

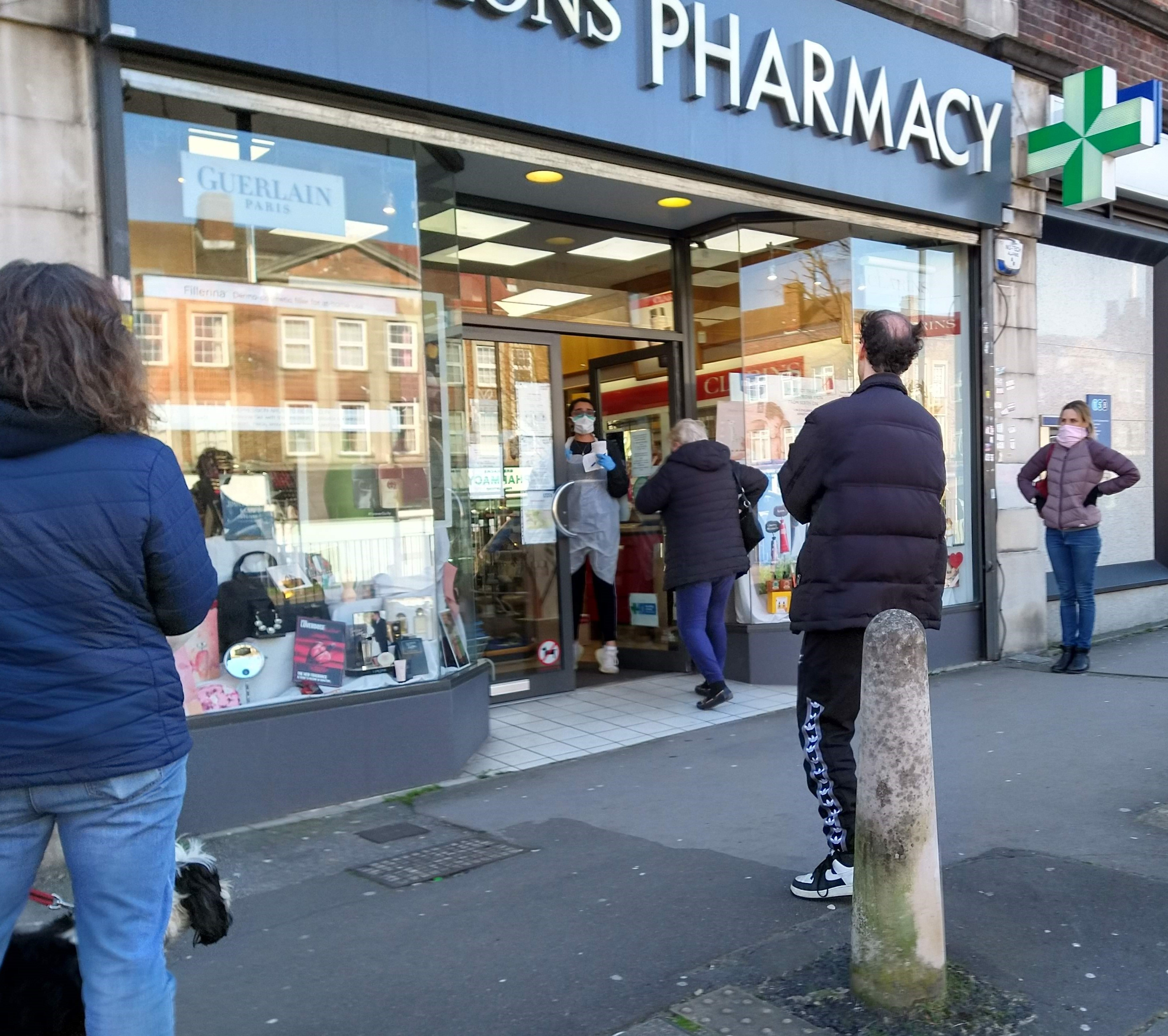
Dystans społeczny w aptece w Londynie (23 marca 2020 r.)

9 marca Foreign Office odradziło podróży do Włoch, poza koniecznymi. Cała Wielka Brytania została objęta ograniczeniami (tzw. nationwide lockdown).
10 marca minister zdrowia Nadine Dorries otrzymała pozytywny wynik koronawirusa.
12 marca dyrektorzy medyczni (UK Chief Medical Officers) podnieśli przewidywane ryzyko dla Wielkiej Brytanii z „umiarkowanego” na „wysokie”, tego dnia liczba zakażeń sięgnęła 590.
13 marca ogłoszono odroczenie majowych wyborów samorządowych o rok, do 6 maja 2021. Tego samego dnia zmarła pierwsza osoba w Szkocji.
14 marca rząd ogłosił kontrowersyjny plan „odporności stadnej”, Stany Zjednoczone objęły Wielką Brytanię zakazem podróżowania, a supermarkety wystosowały list z prośbą do klientów o nie wykupywanie w panice produktów pierwszej potrzeby.
15 marca Foreign Office odradziło podróży do Hiszpanii i Stanów Zjednoczonych, z wyjątkiem tych niezbędnych. Minister zdrowia Matt Hancock ogłosił, że każdy mieszkaniec Wielkiej Brytanii w wieku powyżej 70 lat zostanie poinformowany „w ciągu najbliższych tygodni”, aby izolował się przez „bardzo długi czas” w celu ochrony przed koronawirusem. Rząd ogłosił plan organizowania codziennie transmitowanych w telewizji konferencji prasowych w celu poinformowania opinii publicznej o walce z pandemią koronawirusa, począwszy od poniedziałku 16 marca. Londyński Old Vic odwołał przedstawienie z powodu pandemii, jako pierwszy teatr na West Endzie.
16 marca rząd wezwał firmy do wsparcia dostaw respiratorów i komponentów do ich budowy. National Health Service miał dostęp do 8175 sztuk, jednak oceniono, że potrzebnych może być 30 000. Teatry w całym kraju zostały pozamykane, a Boris Johnson wezwał do powstrzymania się od podróży, odwiedzin i rozpoczęcia pracy z domu jeśli jest to możliwe.
17 marca Kanclerz skarbu Rishi Sunak ogłosił, że 330 miliardów funtów zostanie udostępnione w postaci gwarancji kredytowych dla firm dotkniętych wirusem. Rząd zapowiedział pakiet pomocy o wartości 3.2 miliona funtów dla osób bezdomnych, zwłaszcza tych z problemami zdrowotnymi, które są bardziej narażone na zakażenie.
18 marca rząd zapowiedział zamknięcie wszystkich szkół od piątku 20 marca poza tymi, w których uczą się dzieci kluczowych pracowników (służba zdrowia, supermarkety itd.) i odwołał wszystkie egzaminy w tym roku. Wprowadził także prawo zakazujące eksmisji przez kolejne 3 miesiące. 50-ty Glastonbury Festival został odwołany. Supermarkety wprowadziły limity na podstawowe produkty.
19 marca zmarła pierwsza osoba w Irlandii Północnej. Rząd przyznał 1,6 miliarda funtów samorządom na opiekę społeczną, a także 1,3 miliarda dla służby zdrowia, by wesprzeć wypisanie 15 000 pacjentów ze szpitali i kontynuacji opieki w domach.
20 marca Boris Johnson nakazał zamknięcie wszystkich kawiarni, pubów i restauracji, z wyjątkiem serwowania na wynos. Wszystkie kluby nocne, teatry, kina, siłownie i centra rekreacyjne otrzymały nakaz zamknięcia „tak szybko, jak to możliwe”. Jednocześnie kanclerz skarbu Rishi Sunak ogłosił, że rząd przyznał pracodawcom 80% wynagrodzenia za niepracujących pracowników, do 2500 funtów miesięcznie, w ramach ochrony miejsc pracy.
21 marca Driver and Vehicle Standards Agency (DVLA) ogłosiło, że wszystkie testy teoretyczne na prawo jazdy zostają odroczone do 20 kwietnia, a praktyczne na co najmniej 3 miesiące. Przepisy dotyczące zamknięcia punktów sprzedających jedzenie na miejscu weszły w życie o godzinie 14 czasu lokalnego. Sieci handlowe Tesco, Asda, Aldi i Lidl rozpoczęły rekrutację 30 000 nowych pracowników.
22 marca Rada Pielęgniarek i Położnych (Nursing and Midwifery Council) ogłosiła, że ponad 5600 byłych pielęgniarek zarejestrowało się, aby oferować swoje usługi w walce z koronawirusem. Stacja telewizyjna ITV zapowiedziała tymczasowe wstrzymanie nagrań kolejnych odcinków oper mydlanych Coronation Street i Emmerdale. Dzienne programy Lorraine i Loose Women również tymczasowo zaprzestaną nadawania na żywo.
23 marca Boris Johnson ogłosił nowe surowe zasady obowiązujące w całej Wielkiej Brytanii, mające na celu spowolnienie rozprzestrzeniania się choroby poprzez ograniczenie przenoszenia choroby między różnymi gospodarstwami domowymi. Polecił, by wszyscy mieszkańcy kraju pozostali w domach, z wyjątkiem wyjścia po podstawowe zakupy (takie jak żywność i lekarstwa), ćwiczenie na świeżym powietrzu (raz dziennie) samodzielnie, bądź z osobami mieszkającymi w tym samym gospodarstwie domowym, wyjścia do lekarza czy pomocy drugiej osobie, dojazdów do i z pracy, o ile nie ma możliwości pracy z domu. Wszystkie sklepy, biblioteki, siłownie, miejsca kultu, place zabaw zostały zamknięte, a policja otrzymała uprawnienia do egzekwowania przepisów, włącznie z nakładaniem kar finansowych.
24 marca minister zdrowia Matt Hancock ogłosił, że rząd otworzy tymczasowy szpital, NHS Nightingale Hospital w centrum wystawienniczo-konferencyjnym ExCeL w Londynie. Po raz pierwszy wszystkie sieci komórkowe w Wielkiej Brytanii wysłały rządowe powiadomienie tekstowe. Wiadomość brzmiała: „GOV.UK CORONAVIRUS ALERT. Nowe zasady obowiązujące teraz: musisz zostać w domu. Więcej informacji i wyjątków na stronie gov.uk/coronavirus. Zostań w domu. Chroń NHS. Ratuj życie”. Tego samego dnia kościół anglikański zamknął wszystkie swoje budynki, a BBC odroczyło planowane wcześniej zwolnienie 450 pracowników.
25 marca książę Karol otrzymał pozytywny wynik koronawirusa. Dwóch pierwszych lekarzy zmarło na COVID-19, jeden lekarz ogólny, a drugi chirurg. Również brytyjski dyplomata Steven Dick, zastępca ambasadora na Węgrzech, zmarł w Budapeszcie po zarażeniu się wirusem. Tego samego dnia zamknięto parlament na miesiąc.
26 marca rząd ogłosił, że niektórzy samozatrudnieni będą otrzymywać 80% zysków, do 2500 funtów miesięcznie.
27 marca Premier Boris Johnson i sekretarz zdrowia Matt Hancock otrzymali pozytywne wyniki testu na COVID-19. Główny doradca medyczny Chris Whitty i posłanka Partii Pracy Angela Rayner, sekretarz stanu ds. edukacji w gabinecie cieni, również potwierdzili, że mają objawy i się izolują. Sieć restauracji Leon ogłosiła, że będzie dostarczać 5600 bezpłatnych posiłków dziennie personelowi intensywnej opieki medycznej NHS w londyńskich szpitalach w ramach akcji „Feed NHS”. Tego dnia odwołano też odbywający się co roku festiwal Cambridge Folk.
28 marca dr Jenny Harries, zastępczyni dyrektora medycznego Anglii, zasugerowała, że może upłynąć sześć miesięcy, zanim życie będzie mogło powrócić do „normalności”, ponieważ środki dystansowania społecznego będą musiały być zmniejszane „stopniowo”. Tego samego dnia pierwsza pielęgniarka NHS zmarła na COVID-19.

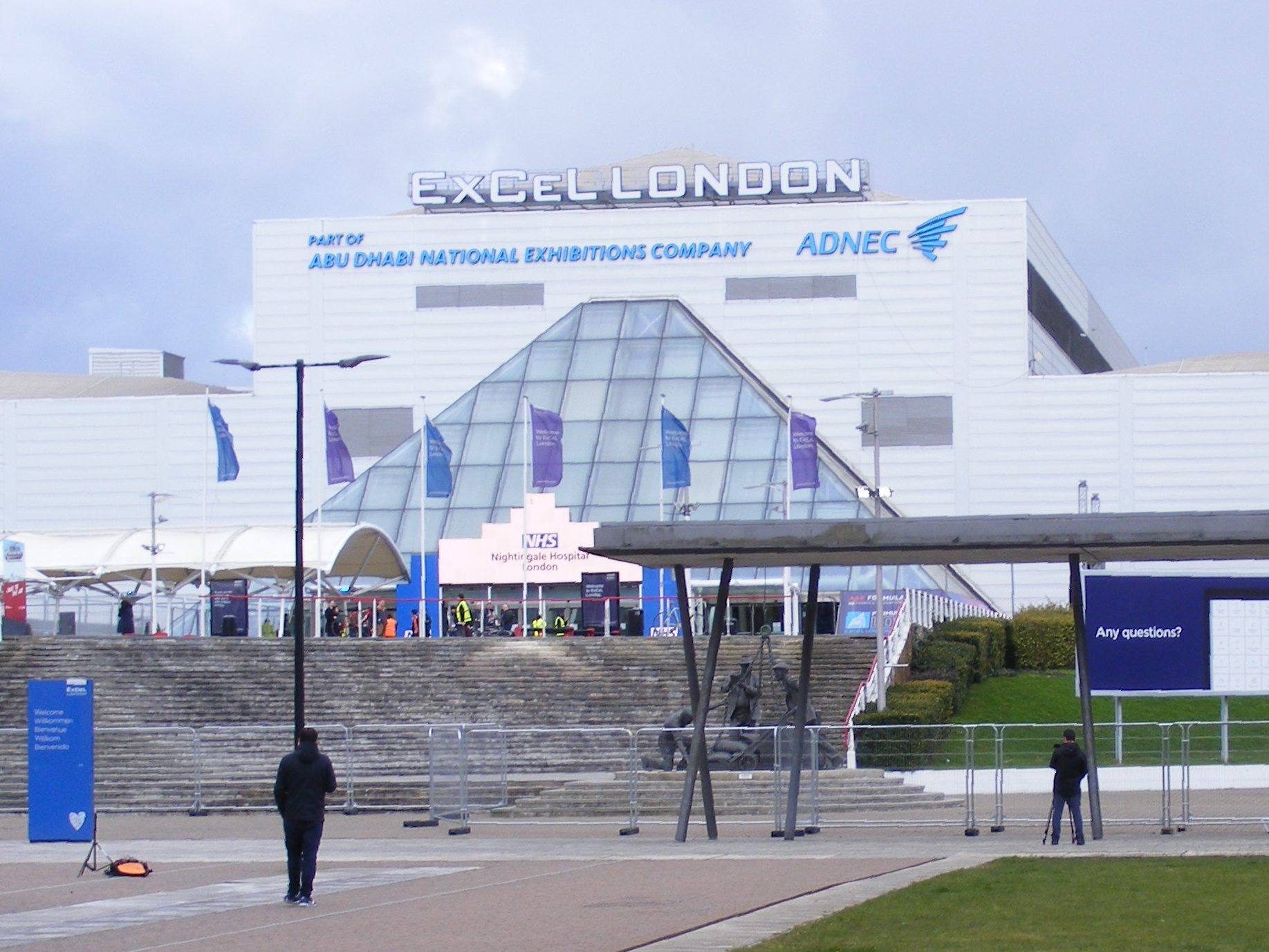
Główne wejście do szpitala NHS Nightingale w Londynie (30 marca 2020 r.)

31 marca liczba osób przebywających w szpitalach przekroczyła 10 000. Od początku pandemii zakażonych zostało 25 521 osób, a 2453 zmarły.
Kwiecień 2020
1 kwietnia minister zdrowia Matt Hanhock zapowiedział, że do końca kwietnia dzienna liczba wykonywanych testów wzrośnie do 100 000.
3 kwietnia otwarto tymczasowy szpital polowy NHS Nightingale w Londynie, zatrudniający personel NHS i wojskowy z 500 łóżkami i potencjalną pojemnością 4000. Był to pierwszy z kilku takich obiektów planowanych w Wielkiej Brytanii.
4 kwietnia 5-letnie dziecko zmarło na COVID-19, uważane za najmłodszą ofiarę do tego czasu.
5 kwietnia królowa Elżbieta II przemówiła w orędziu transmitowanym na żywo w telewizji publicznej, po raz czwarty w historii swojego panowania. Podziękowała służbie zdrowia, a także dodała otuchy mieszkańcom Wielkiej Brytanii i całej Wspólnoty Narodów. Premier Boris Johnson został przyjęty do szpitala, 10 dni po otrzymaniu wyniku pozytywnego. Minister zdrowia Matt Hancock ogłosił, że rząd stara się zapewnić szpitalom dostęp do 18 000 respiratorów, a ich liczba obecnie waha się między 9000 a 10 000.
6 kwietnia premier Boris Johnson został przyjęty na intensywną terapię w szpitalu św. Tomasza w Londynie. Jego obowiązki przejął pierwszy sekretarz stanu Dominic Raab.
9 kwietnia Boris Johnson opuścił intensywną terapię, aczkolwiek dalej przebywał w szpitalu.
10 kwietnia Matt Hancock powiedział, że „herkulesowe wysiłki”, aby zapewnić codzienne dostawy środków ochrony indywidualnej (PPE) pracownikom na pierwszej linii frontu, w tym rząd pracuje nad utworzeniem krajowego przemysłu wytwórczego do produkcji sprzętu ochronnego. W całej Wielkiej Brytanii otwarto również piętnaście ośrodków testowych drive-through w celu testowania pracowników pierwszej linii frontu walki z koronawirusem.
12 kwietnia Boris Johnson opuścił szpital. Liczba zgonów przekroczyła 10 000.
16 kwietnia 99-letni weteran Tom Moore pokonał setne okrążenie w swoim ogrodzie w ramach akcji charytatywnej Tom’s 100th Birthday Walk For The NHS, zbierając w ten sposób 25 milionów funtów dla zrzeszenia organizacji charytatywnych NHS Charities Together. Ponad milion ludzi przekazało darowizny za pośrednictwem strony JustGiving.
18 kwietnia Imran Ahmad-Khan, poseł Wakefield, zapewnił dostawę 110 000 masek wielokrotnego użytku poprzez swoje powiązania z organizacją charytatywną Solidarités International i rządem wietnamskim na rzecz szpitali Mid Yorkshire Hospitals NHS Trust, aby pomóc w rozwiązaniu problemu niedoboru środków ochrony indywidualnej. Robert Jenrick, sekretarz ds.społeczności, powiedział, że następnego dnia z Turcji przyjedzie kolejne 400 000 fartuchów. Care England, największy organ przedstawicielski domów opieki w Wielkiej Brytanii, oszacował, że nawet 7500 mieszkańców domów opieki mogło umrzeć z powodu koronawirusa, w porównaniu z oficjalną liczbą 1400 ogłoszoną kilka dni wcześniej. Bobert Jenrick zapowiedział dalsze 1,6 mld funtów wsparcia dla władz lokalnych, a także dodał, że wirus wydaje się mieć „nieproporcjonalny wpływ” na społeczności czarnoskórych, azjatyckich i mniejszości etnicznych (BAME). Public Health England zostało poproszone o zbadanie, co może odpowiadać za zwiększone ryzyko w tych grupach. Parki i cmentarze pozostały otwarte.
20 kwietnia NHS Blood and Transplant wystosowało apel do osób, które przeszły zakażenie o oddawanie krwi. Miała ona być używana w eksperymentalnym leczeniu chorych z użyciem plazmy ozdrowieńców. Prof Dame Angela Maclean, zastępczyni głównego doradcy naukowego Wielkiej Brytanii, potwierdziła, że liczba potwierdzonych przypadków zaczyna się spłaszczać. Również liczba osób przebywających w szpitalach w Szkocji, Walii i każdym regionie Anglii zaczęła się zmniejszać.
21 kwietnia Profesor Sir David Spiegelhalter z University of Cambridge stwierdził, że dane liczbowe sugerują, że Wielka Brytania jest już za szczytem pandemii i znajduje się w „stabilnej” i powoli poprawiającej się sytuacji. Dane opublikowane przez Office for National Statistics wskazały, że liczba zgonów w Anglii i Walii osiągnęła najwyższy poziom od dwudziestu lat, z 18 500 zgonów ze wszystkich przyczyn w tygodniu do 10 kwietnia, o około 8000 więcej niż średnia dla tej pory roku. Matt Hancock ogłosił 42,5 miliona funtów na badania kliniczne nad szczepionką prowadzone przez Imperial College London i University of Oxford. Weteran Tom Moore był gościem honorowym podczas otwarcia szpitala polowego NHS Nightingale Hospital Yorkshire and the Humber w Harrogate.

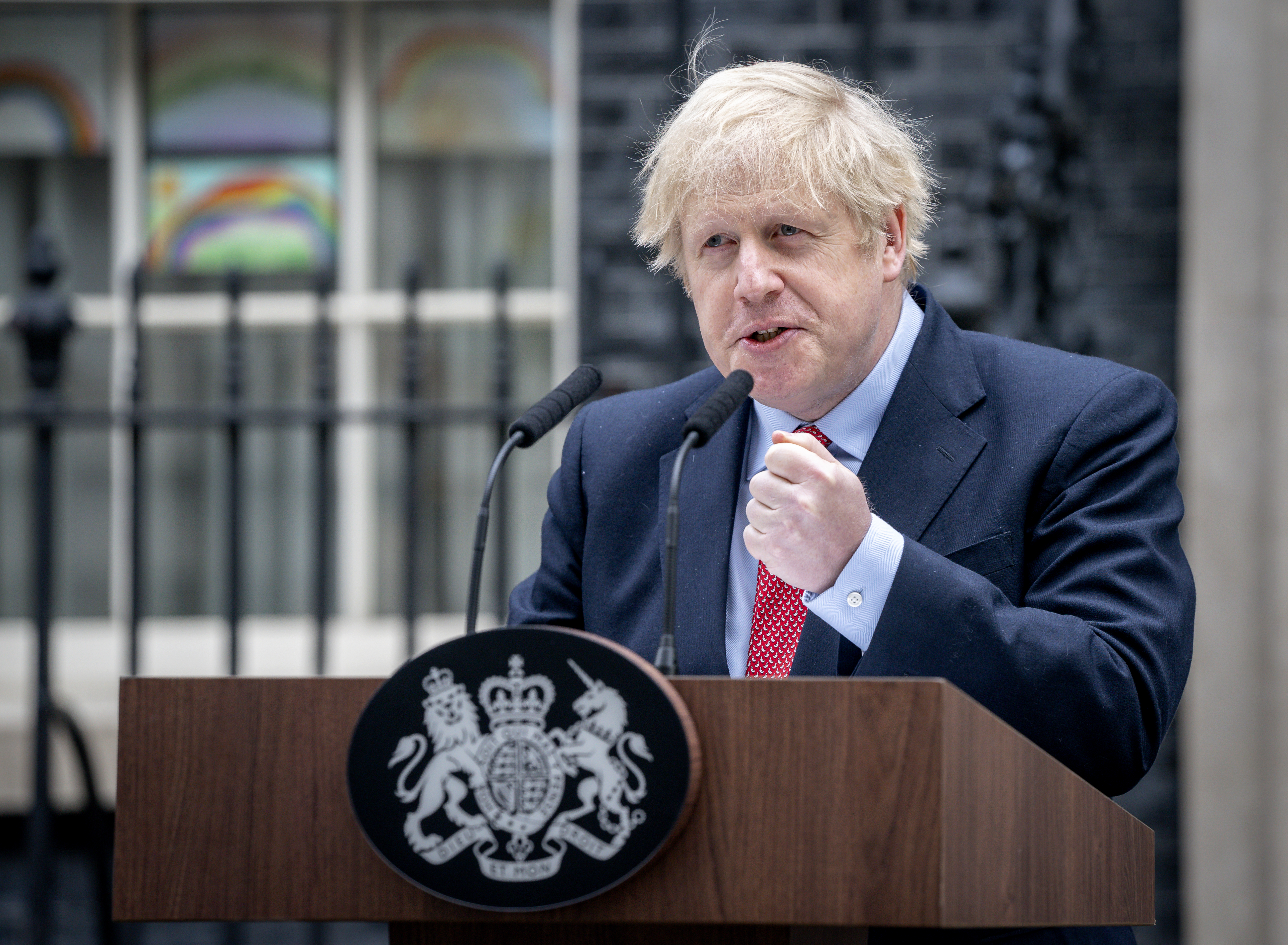
Premier Boris Johnson podczas konferencji prasowej na Downing Street 27 kwietnia 2020 r.

23 kwietnia na Uniwersytecie Oksfordzkim rozpoczęto pierwsze w Europie testy szczepionki przeciw koronawirusowi na ludziach. Matt Hancock potwierdził, że dzienna zdolność testowa osiągnęła 51 000 i ogłosił, że wszyscy kluczowi pracownicy i członkowie ich gospodarstw domowych są uprawnieni do testów COVID-19 i będą mogli zarezerwować testy za pośrednictwem rządowej strony internetowej od następnego dnia. Sieć marketów budowlanych B&Q otworzyła 155 swoich sklepów po próbnym otwarciu niewielkiej liczby sklepów w poprzedni weekend. Tego samego dnia stacja BBC One wyemitowała The Big Night In, wspólną emisję z udziałem organizacji charytatywnych Children in Need i Comic Relief. Wieczór z muzyką i rozrywką skupiał się wokół uhonorowania aktów życzliwości, humoru, a także ducha nadziei i wytrzymałości. Podczas transmisji widzowie mieli szansę przekazać darowiznę na fundusz pomagający lokalnym organizacjom charytatywnym i projektom w całym kraju. Wydarzenie to zebrało 27 milionów funtów, a rząd zobowiązał się podwoić tę kwotę.
27 kwietnia premier Boris Johnson wrócił do pracy. Rząd ogłosił, że rodziny pracowników służby zdrowia, którzy stracili życie z powodu koronawirusa, otrzymają 60 000 funtów odszkodowania.
28 kwietnia minister zdrowia Matt Hancock ogłosił, że liczby dotyczące ofiar śmiertelnych w domach opieki będą uwzgędniane w statystykach, oficjalne dane obejmowały tylko szpitale. Dodał też, że osoby pracujące w domach opieki otrzymają dostęp do testów. Tego samego dnia wydajność laboratoriów w Wielkiej Brytanii sięgnęła 73 000.
30 kwietnia Boris Johnson potwierdził, że Wielka Brytania ma za sobą szczyt pandemii i zapowiedział przedstawienie planu działania, mającemu na celu zapobiegnięcie kolejnemu wzrostowi zakażeń. Weteran Tom Moore obchodził swoje setne urodziny. Otrzymał od królowej tytuł honorowego pułkownika. Jego akcja charytatywna została zakończona z 32 milionami funtów uzbieranymi dla NHS.
Maj 2020
1 maja minister zdrowia Matt Hancock potwierdził, że rządowy plan zwiększenia możliwości testowania do 100 000 próbek dziennie do końca kwietnia został zrealizowany. W ciągu poprzednich 24 godzin wykonano 122 347 testów. Zapowiedział również, że kliniki leczenia niepłodności zostaną ponownie otwarte 11 maja. Facebook usunął konto Davida Icke’a za głoszenie dezinformacji w postaci teorii spiskowej o związku koronawirusa z siecią 5G.
2 maja Robert Jenrick ogłosił przyznanie 76 milionów funtów na pomoc potrzebującym, zwłaszcza dzieciom, ofiarom przemocy domowej i współczesnego niewolnictwa. YouTube również usunął konto Davida Icke’a.
4 maja firmy Apple i Google zatwierdziły wersję testową aplikacji NHS służącej do śledzenia kontaktów osób zarażonych koronawirusem.
5 maja został otwarty kolejny szpital NHS Nightingale. Obiekt znajduje się w Sunderland i jest wyposażony w 460 respiratorów. Operator linii lotniczych Virgin Atlantic ogłosił zwolnienie ponad 3000 osób i zakończenie operacji na lotnisku Gatwick.
7 maja Bank Anglii ostrzegł, że gospodarka skurczy się o 14% w 2020 r. w wyniku pandemii, powodując najgłębszą recesję w historii Wielkiej Brytanii. Rząd przyznał, że 400 000 fartuchów zamówionych z Turcji dla pracowników NHS zostało skonfiskowanych, gdyż nie spełniały norm bezpieczeństwa.
10 maja ogłoszono nowy system skali zagrożenia od zielonego (poziom pierwszy) do czerwonego (poziom piąty), podobny do brytyjskich poziomów zagrożenia atakiem terrorystycznym. Tego samego dnia Boris Johnson ogłosił, że pasażerowie lotów międzynarodowych będą poddani 14-dniowej kwarantannie (poza tymi przybywającymi z Irlandii).
| Poziom | Znaczenie                                                                             |
| ------ | ------------------------------------------------------------------------------------- |
| 5      | Podobnie jak na poziomie 4, ale istnieje istotne ryzyko przeciążenia służby zdrowia   |
| 4      | COVID-19 jest w powszechnym obiegu; transmisja jest wysoka lub rośnie wykładniczo     |
| 3      | Epidemia COVID-19 jest w powszechnym obiegu                                           |
| 2      | COVID-19 występuje w Wielkiej Brytanii, ale liczba przypadków i transmisji jest niska |
| 1      | COVID-19 nie występuje już w Wielkiej Brytanii                                        |

11 maja rząd opublikował 50-stronicowy dokument zawierający dalsze szczegóły dotyczące etapów zniesienia ograniczeń. W związku z obawami dotyczącymi jednoczesnego powrotu wszystkich do pracy, Johnson powiedział, że firmy będą musiały udowodnić wprowadzenie środków bezpieczeństwa, zanim będą mogły się ponownie otworzyć. Zalecono również noszenie maseczek w transporcie publicznym i zamkniętych pomieszczeniach, w których dystans społeczny nie jest możliwy. Pasażerowie lotów z Francji zostali zwolnieni z nowych zasad kwarantanny. Związki zawodowe nauczycieli wyraziły zaniepokojenie rządowymi planami ponownego otwarcia szkół 1 czerwca, określając je „lekkomyślnymi” i niebezpiecznymi.

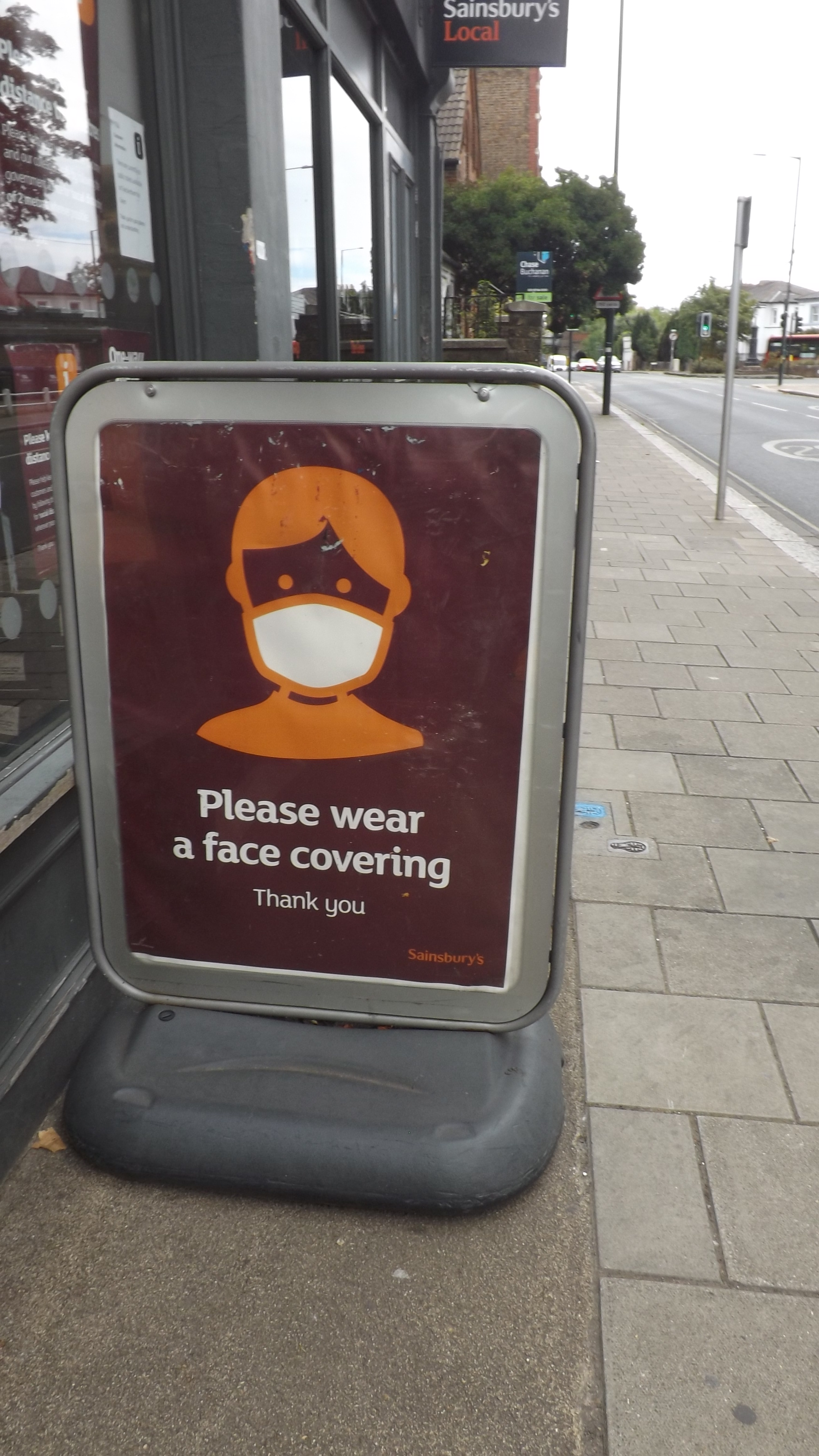
Tablica z prośbą o noszenie maseczek na terenie sklepu Sainsbury’s w Londynie

17 maja minister biznesu Alok Sharma ogłosił przyznanie kolejne 84 milionów funtów na pomoc w masowej produkcji szczepionki testowanej przez Uniwersytet Oksfordzki. Władze uniwersytetu podpisały umowę z firmą farmaceutyczną AstraZeneca na produkcję szczepionki i jej dystrybucję w pierwszej kolejności w Wielkiej Brytanii.
18 maja sądy w Anglii i Walii wznowiły procesy z udziałem ławy przysięgłych. Wielka Brytania dodała utratę węchu i smaku do listy objawów COVID-19, na które ludzie powinni zwracać uwagę. Matt Hancock ogłosił, że każdy w Wielkiej Brytanii w wieku powyżej pięciu lat z objawami może zostać przetestowany pod kątem COVID-19.
21 maja w wyniku umowy pomiędzy rządem brytyjskim, a szwajcarską firmą farmaceutyczną Roche, test na przeciwciała COVID-19 został udostępniony przez NHS. W pierwszej kolejności otrzymali go pracownicy służby zdrowia i domów opieki. Test pozwala sprawdzić czy osoba była zakażona w przeszłości. Tego samego dnia rząd ogłosił, że pracownicy NHS i pracownicy opieki z zagranicy, będą zwolnieni z imigracyjnego dodatku zdrowotnego (forma opłaty, którą muszą uiścić, by mieć dostęp do opieki zdrowotnej), który zwykle dotyczy migrantów spoza Unii Europejskiej.
22 maja rząd ogłosił nowe zasady 14-dniowej kwarantanny dla podróżujących do Wielkiej Brytanii, a wśród nich obowiązek podania adresu kwarantanny, a także kary wysokości do 1000 funtów za niedotrzymanie warunków. Prawo miało wejść w życie od 8 czerwca.
23 maja francuski rząd ogłosił, że od 8 czerwca osoby podróżujące z Wielkiej Brytanii będą poddane 14-dniowej kwarantannie. Media podały informację o śmierci 12-letniego dziecka. 28 maja aplikacje do śledzenia kontaktów osób zarażonych koronawirusem zostały uruchomione w Anglii i Szkocji. System w Anglii nie miał być „w pełni operacyjny na poziomie lokalnym” do końca czerwca. Podczas spotkania czterech naczelnych lekarzy krajowych Wielkiej Brytanii zadecydowano, że poziom zagrożenia powinien pozostać na poziomie czwartym, pomimo nadziei premiera Borisa Johnsona na obniżenie na poziom trzeci. EasyJet ogłosił plan redukcji 4500 miejsc pracy z powodu wpływu pandemii na turystykę.
30 maja minister kultury ogłosił, że od 1 czerwca konkurencyjne dyscypliny sportowe będą dozwolone za zamkniętymi drzwiami w Anglii. Poszczególne organizacje sportowe miały same zadecydować o dokładnej dacie. Wyścigi konne miały być jednymi z pierwszych. Konserwatywni posłowie wezwali Borisa Johnsona do zmiany zasady dystansu społecznego z 2 metrów na 1,5 metra w obawie o działalność branży hotelarsko-gastronomicznej.
31 maja Wielka Brytania przekroczyła cel zdolności testowania, który wynosił 200 000 próbek do końca maja. W ciągu poprzednich 24 godzin wykonano 205 634 testów.

### Lato 2020: Obostrzenia i lokalne zakazy
Czerwiec 2020
2 czerwca rząd zapowiedział ograniczenie codziennych spotkań informacyjnych na Downing Street wyłącznie do dni powszednich, powołując się na niską oglądalność w weekendy. Boris Johnson zobowiązał się do prowadzenia jednego tygodniowo. Zespół teatralny Royal Shakespeare Company odwołał wszystkie zaplanowane występy do końca roku. Przedsiębiorstwa wodociągowe wezwały ludzi do oszczędzania wody poprzez niestosowanie zraszaczy i węży ogrodowych, a także nienapełnianie brodzików. England and Wales Cricket Board potwierdziło, że począwszy od 8 lipca Anglia rozegra trzy mecze testowe przeciwko Indiom Zachodnim.
5 czerwca związek zawodowy medyków British Medical Association zaapelował do rządu o rozszerzenie restrykcji o wymóg noszenia osłony twarzy we wszystkich sytuacjach, w których dystans społeczny nie jest możliwy. Praw zakazujące eksmisji najemców w Anglii i Walii zostało przedłużone o dwa miesiące do 23 sierpnia. Minister zdrowia Matt Hancock zaapelował o niełamanie restrykcji poprzez uczestnictwo w protestach zaplanowanych na następny weekend, w tym tych organizowanych przez Black Lives Matter po śmierci George’a Floyda w Stanach Zjednoczonych.
9 czerwca minister biznesu Alok Sharma powiedział, że od poniedziałku 15 czerwca wszystkie sklepy mogą się ponownie otworzyć, pod warunkiem, że będą przestrzegać wytycznych dotyczących bezpieczeństwa. Dodał też, że puby, bary, restauracje i zakłady fryzjerskie muszą poczekać co najmniej do 4 lipca. HM Treasury opublikowało dane, z których wynikało, że 8,9 miliona pracowników zostało objętych rządowym programem ochrony miejsc pracy (Coronavirus Job Retention Scheme), czyli ćwierć siły roboczej Wielkiej Brytanii. Program do tej pory kosztował skarb państwa 19,6 miliarda funtów. Trzydzieści organizacji medycznych reprezentujących lekarzy i pielęgniarki, będący przedstawicielami mniejszości etnicznych, zwróciły się do ministra zdrowia Matta Hancocka i minister równości Kemi Badenoch, wyrażając zaniepokojenie rządowym raportem, w którym stwierdzono, że przedstawiciele mniejszości etnicznych są dwukrotnie bardziej narażeni na śmierć z powodu COVID 19.
14 i 15 czerwca weszła w życie poprawka nr. 4 do przepisów dotyczących ochrony zdrowia (Health Protection (Coronavirus, Restrictions) (England) (Amendment No. 4) Regulations 2020 (SI 588)). W Anglii i Irlandii Północnej gospodarstwa domowe z jedną osobą dorosłą dostały pozwolenie na spotkania z gospodarstwem domowym dowolnej wielkości. Pozwoliło również członkom jednego gospodarstwa domowego na nocowanie w domu drugiego. Rząd nazywał to „bańką wsparcia”. Umożliwiono towarzyszenie wizytom lekarskim i porodom, a także zezwolono na niektóre wizyty osób w szpitalach, hospicjach i domach opieki. Zezwolono również na otwarcie sklepów detalicznych i przedsiębiorstw, z wyjątkiem tych, które pozostały na liście wykluczeń, takich jak restauracje, bary, puby, kluby nocne, większość kin, teatrów, muzeów, fryzjerów, kryte obiekty sportowe i rekreacyjne. Upoważniono do otwarcia atrakcji związanych ze zwierzętami na świeżym powietrzu, takich jak farm, ogrodów zoologicznych i parków safari. Miejsca kultu mogły być ponownie wykorzystywane do modlitwy osobistej (ale nie do kultu zbiorowego). Biblioteki pozostały zamknięte.

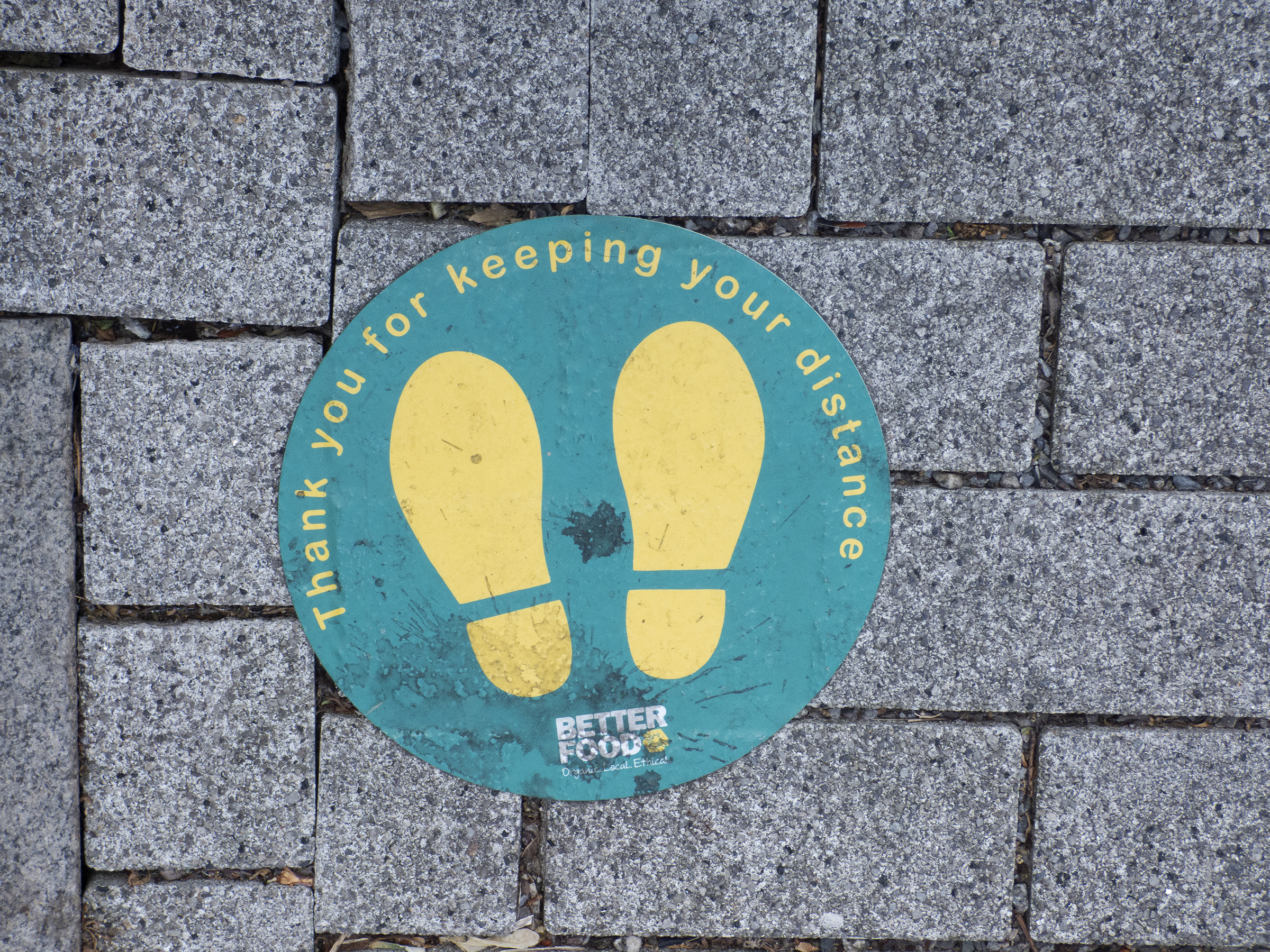
Znak na chodniku przypominający o dystancie społecznym (Bristol, czerwiec 2020)

16 czerwca w efekcie badań klinicznych z użyciem istniejących leków odkryto, że deksametazon stosowany w niskich dawkach przyczynia się do obniżenia śmiertelności pośród zakażonych. Eksperci oszacowali, że gdyby leczenie nim stosowane było od samego początku, można było uniknąć 5000 zgonów. Premier Boris Johnson opisał odkrycie działania deksametazonu jako „niezwykłe brytyjskie odkrycie”. Deksametazon został udostępniony przez NHS, które posiadało zapasy w liczbie 200 000 dawek. Urząd statystyczny (Office for National Statistics) oszacował, że ponad 600 000 osób straciło pracę między marcem a majem.
18 czerwca Bank Anglii ogłosił planowany zastrzyk środków z budżetu państwa na wsparcie gospodarki w wysokości 100 miliardów funtów.
19 czerwca wszyscy czterej Naczelni Lekarze Wielkiej Brytanii (Chief Medical Officers) wyrazili zgodę na obniżenie zagrożenia COVID-19 z poziomu 4 (poważne ryzyko, wysoka transmisja) do poziomu 3 (znaczne ryzyko, ogólny obieg). Minister zdrowia Matt Hancock opisał tę zmianę jako „wielki moment dla kraju”.
23 czerwca premier Boris Johnson poprowadził ostatnie codzienne spotkanie prasowe na Downing Street. Zapowiedział, że odtąd briefingi prasowe będą się odbywać zawszy, gdy pojawi się ważna informacja. Lekarze wyrazili zaniepokojenie, że znaczna liczba pacjentów COVID-19 może mieć trwałe zwłóknienie płuc w wyniku wirusa i będą musieli być monitorowani pod kątem objawów tego stanu.
24 czerwca naukowcy z Imperial College London rozpoczęli próby szczepionki COVID-19 na ludziach po tym, jak testy na zwierzętach wskazały na skuteczną odpowiedź immunologiczną. Do programu zgłosiło się 300 wolontariuszy. British Medical Journal opublikował list otwarty od liderów służby zdrowia, wzywający rząd do pilnego zbadania, czy Wielka Brytania jest przygotowana na to, co określają jako „realne ryzyko” drugiej fali COVID-19. Rząd Wielkiej Brytanii opublikował nowe wytyczne dla firm dotyczące ponownego otwarcia 4 lipca.
29 czerwca po gwałtownym wzroście przypadków COVID-19 w Leicester, minister zdrowia Matt Hancock zapowiedział przywrócenie rygorystycznych obostrzeń na terenie miasta, w tym zamknięcie sklepów następnego dnia i szkół od 2 lipca. Burmistrz Leicester Sir Peter Soulsby skrytykował brak komunikacji pomiędzy radą miasta z rządem Wielkiej Brytanii. Rząd Grecji przedłużył zakaz lotów do Wielkiej Brytanii do 15 lipca. England and Wales Cricket Board potwierdziło, że mistrzostwa 2020 County Championship rozpoczną się 1 sierpnia. Rząd ogłosił, że tymczasowo zawieszone obowiązkowe przeglądy samochodów również zostaną przywrócone 1 sierpnia.
30 czerwca miasto Leicester rozpoczęło dwutygodniowy pełny lockdown. Premier Boris Johnson ogłosił plan naprawy po koronawirusie dla Wielkiej Brytanii warty 5 miliardów funtów. Dane z Urzędu Statystyk Krajowych (Office for National Statistics) wskazały, że liczba zgonów w tygodniu poprzedzającym 19 czerwca spadła poniżej średniej z pięciu lat po raz pierwszy od marca. EasyJet rozpoczął proces konsultacji w sprawie planów zamknięcia trzech swoich baz w Wielkiej Brytanii.
Lipiec 2020
2 lipca Casual Dining Group, właściciel restauracji Café Rouge i Bella Italia, zostały przejęte przez zarząd sądowy tracąc 1900 z 6000 pracowników, podczas gdy Airbus ogłosił utratę 2730 miejsc pracy w dwóch fabrykach w Wielkiej Brytanii.
3 lipca rząd brytyjski opublikował listę 59 krajów, z których powrót do Anglii od 10 lipca nie będzie wiązał się z obowiązkową dwutygodniową kwarantanną. Pośród nich znalazły się Grecja, Francja, Polska, Belgia i Hiszpania, natomiast nie znalazły się na niej Portugalia i Stany Zjednoczone. Zmiany te dotyczyły tylko Anglii, podczas gdy w Szkocji, Walii i Irlandii Północnej kwarantanna obowiązywała wszystkich przybywających spoza Wielkiej Brytanii. Rząd Wielkiej Brytanii ustanowił prawo pozwalające policji egzekwowanie restrykcji na terenie Leicester od 4 lipca.
6 lipca rząd Wielkiej Brytanii ogłosił dotacje i pożyczki w wysokości 1,57 miliarda funtów na wsparcie teatrów, galerii, muzeów i innych miejsc kulturalnych dotkniętych obostrzeniami związanymi z epidemią COVID-19. W związku z rosnącym bezrobociem rząd Wielkiej Brytanii ogłosił 111 milionów funtów programu pomocy firmom w Anglii w zapewnieniu dodatkowych 30 000 miejsc dla stażystów; 21 mln GBP zostało przeznaczone na finansowanie podobnych programów w Szkocji, Walii i Irlandii Północnej. Sieć restauracji szybkiej obsługi Pret a Manger ogłosiła plany zamknięcia 30 sklepów, powodując utratę 1000 miejsc pracy. Program BBC Panorama poinformował, że badania naukowe sugerują, że wybuch COVID-19 może spowodować kilka tysięcy dodatkowych zgonów na raka z powodu opóźnionej diagnozy i leczenia, przy szacunkach między 7000 a 35 000.
8 lipca kanclerz skarbu Rishi Sunak przedstawił pakiet wydatków o wartości 30 miliardów funtów mający na celu złagodzenie skutków ekonomicznych pandemii COVID-19. Pakiet objął tymczasowe obniżenie podatku VAT dla sektora gastronomiczno-hotelarskiego, program wypłaty firmom 1000 funtów za każdego pracownika przywróconego do pracy, program zatrudnienia młodych ludzi i tymczasowe podwyższenie progu opłaty skarbowej. McDonald’s wznowił serwowanie śniadań w większości swoich restauracji. Coroczna kampania McDonald’s Monopoly została przełożona na 2021, po raz pierwszy od 15 lat.
9 lipca Irlandia Północna ogłosiła zniesienie od 10 lipca przepisów dotyczących kwarantanny dla przyjezdnych z 50 krajów, w tym Francji, Włoch, Niemiec i Hiszpanii. BBC potwierdziło, że od 1 sierpnia będzie kontynuować plany zniesienia bezpłatnych abonamentów telewizyjnych dla osób powyżej 75. roku życia.

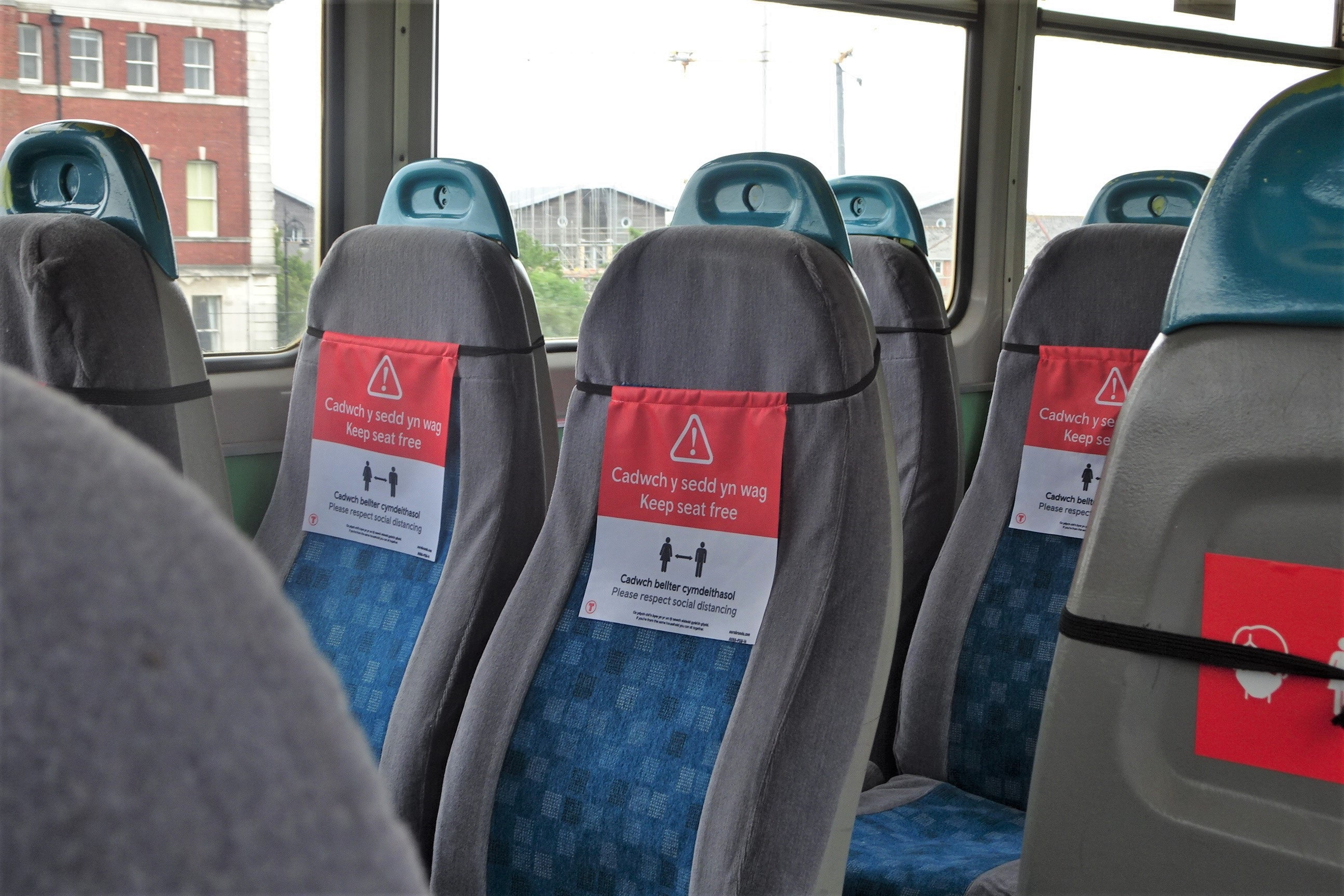
„Zostaw to siedzenie puste” – oznaczenie w transporcie publicznym w Walii (lipiec 2020)

10 lipca zasady kwarantanny zostały złagodzone dla osób przybywających do Wielkiej Brytanii z 75 krajów. Z danych opublikowanych przez policję wynikało, że w Anglii i Walii nie ukarano nikogo grzywną za naruszenie zasad kwarantanny w ciągu pierwszych dwóch tygodni po jej wprowadzeniu, podczas gdy dziesięć osób zostało ukaranych grzywną za brak zakrycia twarzy w transporcie publicznym przez dwa tygodnie poprzedzającego 22 czerwca. Zakrywanie twarzy stało się obowiązkowe w sklepach w Szkocji.
11 lipca poprawka do ustawy o restrykcjach związanych z koronawirusem weszła w życie, co pozwoliło na ponowne otwarcie basenów odkrytych i parków wodnych. Belgia wpisała Leicester na listę „czerwonych stref”, co oznacza, że każdy, kto niedawno odwiedził miasto, będzie musiał poddać się kwarantannie przez 14 dni po przybyciu do Belgii.
13 lipca ponownie otwarto salony masażu, salony kosmetyczne, tatuażu i solaria.
15 lipca weszło w życie tymczasowe obniżenie podatku od towarów i usług, mające na celu wspomóc branżę gastronomiczno-hotelarską. Inicjatywa o wartości 4 miliardów funtów ma pozostać w mocy do 21 stycznia 2021 r. Sieci restauracji Nando’s, Pret A Manger, KFC i McDonald’s ogłosiły obniżki cen. Tego samego dnia sklep internetowy Asos ogłosił, że zwróci pieniądze otrzymane od rządu Wielkiej Brytanii na pomoc w utrzymaniu miejsc pracy po tym, jak sprzedaż wzrosła o 10% do 1 miliarda funtów w ciągu czterech miesięcy do 30 czerwca.
17 lipca Boris Johnson zapowiedział dalsze łagodzenie restrykcji w Anglii, planując „znaczący powrót do normalności” przed Bożym Narodzeniem. Nowe przepisy zezwoliły ludziom na korzystanie ze środków transportu publicznego do przejazdów zbędnych, podczas gdy pracodawcy odzyskali większą swobodę co do miejsca pracy od 1 sierpnia. Następnego dnia władze lokalne miały otrzymać uprawnienia do egzekwowania lokalnych lockdownów. Premier ogłosił dodatkowe 3 miliardy funtów pomocy dla NHS w Anglii, w przygotowaniu na możliwą drugą falę COVID-19 w nadchodzącej zimie. Tego samego dnia zapowiedział również pilotażowy plan powrotu sportów widowiskowych od 1 października, rozpoczynając od Mistrzostw Świata w Snookerze 2020 i wyścigów konnych Glorious Goodwood Festival. Zapowiedziany został również powrót przedstawień teatralnych i koncertów od sierpnia, przy zachowaniu dystansu społecznego w pomieszczeniach. Minister zdrowia Matt Hancock wezwał do analizy sposobu rejestrowania zgonów COVID-19 w Anglii po tym, jak Public Health England potwierdziło, że rejestruje zgony jako związane z COVID, nawet jeśli śmierć nastąpiła kilka miesięcy po tym, jak ktoś uzyskał pozytywny wynik testu na obecność wirusa. Pozostałe państwa Zjednoczonego Królestwa nie odnotowywały śmierci jako związanej z COVID, jeśli zdarzyła się ona później niż 28 dni po pozytywnym teście.
20 lipca Wielka Brytania podpisała umowę na dostarczenie 90 milionów dawek szczepionki opracowywanej wspólnie przez firmy farmaceutyczne BioNtech i Pfizer oraz przez Valneva. Jest to dodatek do 100 milionów zamówionych dawek szczepionki opracowywanej przez Uniwersytet Oksfordzki i AstraZeneca. Ogłoszono pozytywne wstępne wyniki badań klinicznych leku opracowanego przez firmę biotechnologiczną Synairgen z siedzibą w Southampton, wykorzystującego białko interferon beta. Leczenie polega na wdychaniu przez pacjenta białka wytwarzanego przez organizm do zwalczania infekcji wirusowych do płuc za pomocą nebulizatora w celu wywołania odpowiedzi immunologicznej. Badania kliniczne szczepionki opracowywanej przez Uniwersytet Oksfordzki na 1077 pacjentach pokazały, że wydaje się ona być bezpieczna i prawidłowo trenuje układ odpornościowy do wytwarzania przeciwciał COVID-19. Rząd Wielkiej Brytanii zainwestował 14 milionów funtów w dwie fabryki w Port Talbot w Południowej Walii i Blackburn w Lancashire, aby produkować milion wysokiej jakości osłon na twarz tygodniowo. Sieć sklepów detalicznych Marks & Spencer ogłosiła likwidację 950 miejsc pracy.
24 lipca w wywiadzie dla BBC premier Boris Johnson przyznał, że rząd Wielkiej Brytanii nie rozumiał natury koronawirusa na początku pandemii i mógł postąpić inaczej. Zakrywanie twarzy stało się obowiązkowe w sklepach i większości innych zamkniętych miejsc publicznych w Anglii. Zaktualizowano listę krajów, z których podróżni nie muszą poddawać się kwarantannie przybywając do Anglii, dodając Estonię, Łotwę, Słowację, Słowenię oraz Saint Vincent i Grenadyny. Portugalia pozostała na liście 14-dniowej kwarantanny. Dane Urzędu Statystyk Krajowych pokazują, że sprzedaż detaliczna wzrosła w czerwcu prawie do poziomu sprzed lockdownu.
26 lipca Wielka Brytania wprowadziła kwarantannę dla osób powracających z Hiszpanii. Największy organizator wycieczek w Wielkiej Brytanii, Tui, odwołał wszystkie loty do Hiszpanii kontynentalnej do 9 sierpnia. Minister transportu Grant Shapps, który przyleciał do Hiszpanii dnia poprzedniego, został złapany przez zmianę zasad kwarantanny.
27 lipca ogłoszono pierwszy potwierdzony przypadek zakażenia zwierząt SARS-CoV-2 w Wielkiej Brytanii. Wirus został wykryty u kota domowego. Wielka Brytania zmieniła swoje zalecenia dotyczące podróży do Hiszpanii, odradzając wszelkie niepotrzebne podróże do Hiszpanii kontynentalnej, Balearów i Wysp Kanaryjskich. Linie lotnicze Jet2 odwołały wszystkie loty do Hiszpanii kontynentalnej od 28 lipca do 17 sierpnia.

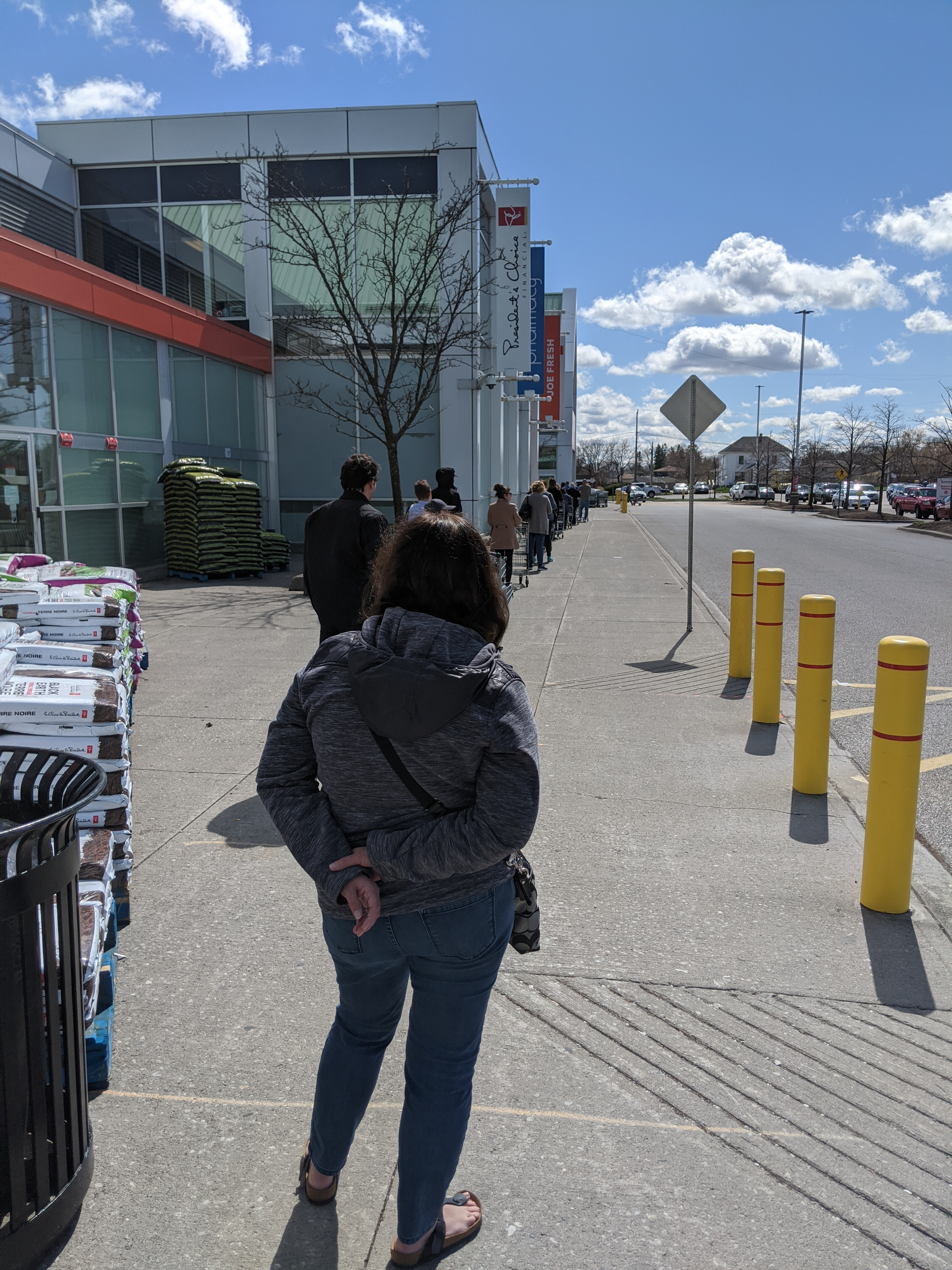
Kolejka do sklepu spożywczego z zachowaniem dystansu społecznego (Cambridge, maj 2020)

29 lipca przedstawiciele branży lotniczej i turystycznej wezwali rząd do zniesienia zasad kwarantanny, które uderzają w ich sektor, i zamiast tego do wprowadzenia regionalnych ograniczeń. Rząd Wielkiej Brytanii ogłosił program pomocy o wartości 500 milionów funtów dla branży filmowej i telewizji, na pokrycie kosztów projektów opóźnionych lub porzuconych z powodu pandemii COVID-19. National Trust ogłosiło plan zwolnień 1200 osób w celu zaoszczędzenia 100 milionów funtów; organizacja oszacowała, że straciła 200 milionów funtów z powodu pandemii COVID-19.
30 lipca w Wielkim Manchesterze i niektórych częściach East Lancashire i Yorkshire nałożono ograniczenia zabraniające oddzielnym gospodarstwom domowym spotykania się w pomieszczeniach po „rosnącym tempie transmisji” na tych obszarach, spowodowanym nieprzestrzeganiem zasad dystansu społecznego. Luksemburg został usunięty z brytyjskiej listy krajów zwolnionych z kwarantanny po wzroście liczby przypadków COVID-19. Sieć kin Vue ogłosiła plany ponownego otwarcia niektórych swoich obiektów od 7 sierpnia. W Irlandii Północnej uruchomiono aplikację StopCOVID NI do śledzenia kontaktów z osobami zakażonymi.
Sierpień 2020
6 sierpnia ogłoszono kwarantannę dla podróżnych przybywających z Belgii, Bahamów i Andory, a nowe przepisy wchodzą w życie od północy w Walii i 8 sierpnia w pozostałej części Wielkiej Brytanii. Organizatorzy maratonu londyńskiego, zaplanowanego na 4 października, zapowiedzieli, że ze względu na pandemię COVID-19 będzie to jedyne wydarzenie dla elity sportowców, a wyścig odbędzie się na bio-bezpiecznym torze.
13 sierpnia Francja, Holandia, Monako, Malta, Turks i Caicos oraz Aruba zostały dodane do listy kwarantanny, wymagając od podróżnych przybywających do Wielkiej Brytanii z tych krajów poddania kwarantannie przez 14 dni od 4.00 rano 15 sierpnia.
14 sierpnia rząd Wielkiej Brytanii podpisał umowę na dostarczenie 90 milionów dawek szczepionek opracowanych przez belgijską firmę farmaceutyczną Janssen Pharmaceutica i amerykańską firmę biotechnologiczną Novavax. Uruchomiono dodatkowe promy dla tysięcy wczasowiczów próbujących wrócić z Francji przed wejściem w życie nowych zasad kwarantanny.
20 sierpnia Portugalia została dodana do listy krajów zwolnionych z kwarantanny, podczas gdy Chorwacja, Austria oraz Trynidad i Tobago zostają z niej usunięte; Szkocja usunęła również Szwajcarię z własnej listy zwolnień z kwarantanny.
27 sierpnia Szwajcaria, Jamajka i Czechy zostały usuwane z listy krajów zwolnionych z kwarantanny ze skutkiem od 29 sierpnia, podczas gdy Kuba została na tę listę dodana. Sieć gastronomiczna Pret a Manger ogłosiła likwidację 3000 miejsc pracy w celu ratowania biznesu. Royal Shakespeare Company odwołało swoje produkcje teatralne do 2021 roku z powodu pandemii.
29 sierpnia w Brighton odbył się pierwszy mecz piłkarski w obecności kibiców. Przedsezonowy mecz towarzyski między Chelsea a Brighton & Hove Albion obejrzało 2500 osób.

### Jesień 2020: Druga fala
Wrzesień 2020
1 września większość szkół w Anglii, Walii i Irlandii Północnej została ponownie otwarta w semestrze jesiennym. Osoby pracujące, o niskich dochodach, które muszą się izolować w częściach Anglii, w których wskaźniki COVID-19 są wysokie i którzy nie mogą pracować w domu, stały się uprawnione do nowego systemu benefitów jako uzupełnienie obowiązujących Universal Credit lub Working Tax Credit. Firmy korzystające z programu pomocy rządowej Zjednoczonego Królestwa są zobowiązane do wpłacania składek na wynagrodzenia pracowników w miarę zbliżania się końca programu.
3 września Baronessa Dido Harding, szefowa NHS Test and Trace, przeprosiła publicznie po doniesieniach medialnych, że brytyjskie laboratoria nie nadążają za popytem na testy COVID, a niektóre osoby zostały poproszone o pokonanie kilkuset mil w celu wykonania testów na obecność wirusa. Minister zdrowia Matt Hancock ogłosił 500 milionów funtów na badania 20-minutowego testu COVID-19. Szkocja i Walia usunęły Portugalię z listy zwolnień z kwarantanny, ale zasady pozostały niezmienione w Anglii i Irlandii Północnej.
4 września premier Boris Johnson wykluczył wprowadzenie testów COVID-19 na lotniskach po sugestiach, że mogłyby potencjalnie skrócić czas wymaganej kwarantanny, mówiąc, że dają one „fałszywe poczucie bezpieczeństwa”. Linie lotnicze Virgin Atlantic ogłosiły utratę kolejnych 1150 miejsc pracy w ramach pakietu ratunkowego.
5 września czołowa epidemiolog Dame Anne Johnson ostrzegła, że Wielka Brytania stoi w obliczu „krytycznego momentu” pandemii COVID-19, gdyż studenci przygotowują się do powrotu na uniwersytety, a liczba przypadków rośnie wśród młodszych ludzi. Naukowcy ostrzegli, że główny test używany do wykrywania COVID-19 może dawać fałszywy pozytywny wynik z powodu fragmentów martwego materiału z poprzednich infekcji. W liście wysłanym do szefów departamentów rządowych rząd Wielkiej Brytanii wezwał ich do jak najszybszego sprowadzenia urzędników z powrotem do biur.

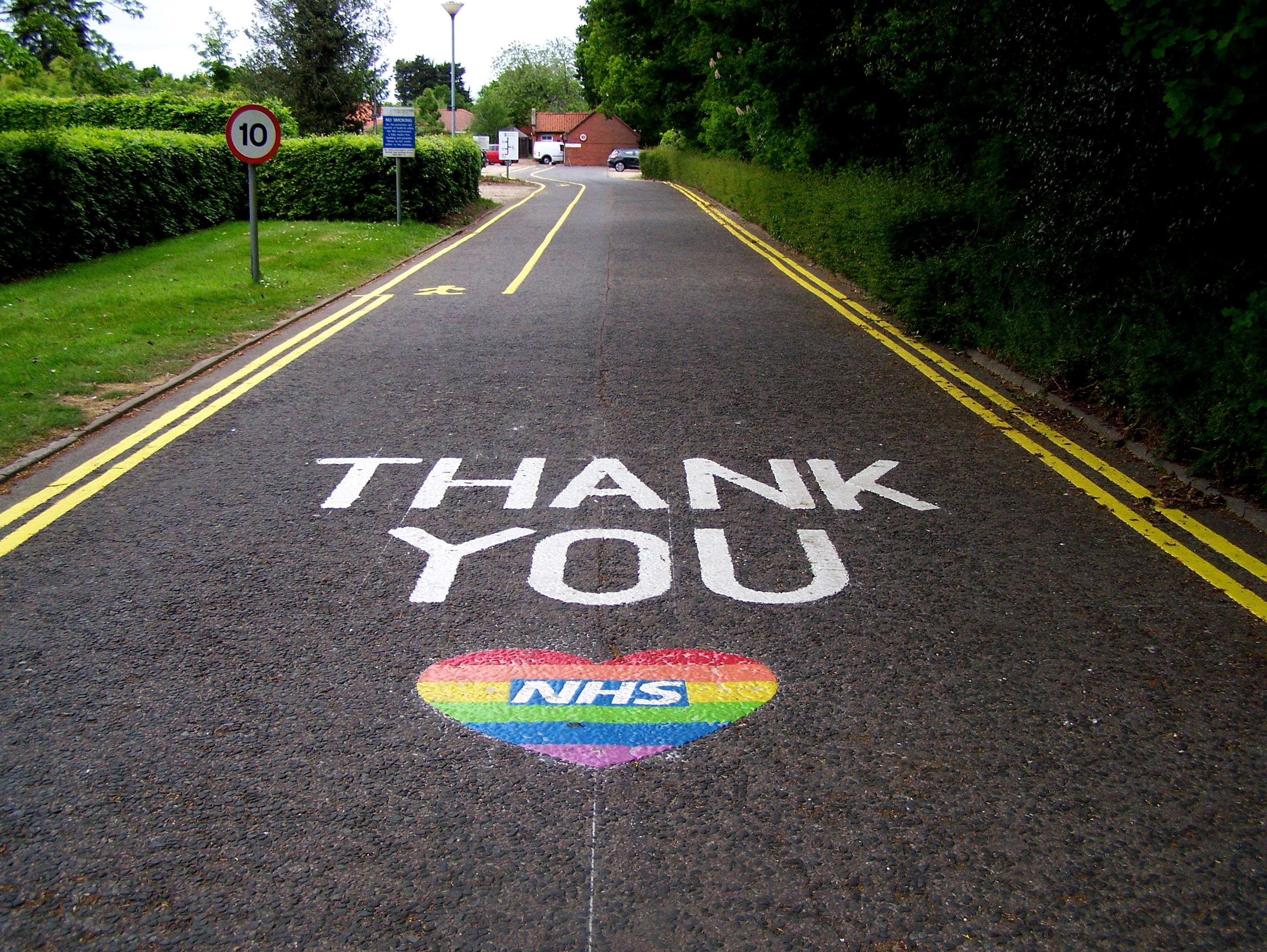
Podziękowanie dla służby zdrowia namalowane na ulicy przed szpitalem (Norfolk, maj 2020)

8 września minister zdrowia Matt Hancock powiedział w Izbie Gmin, że gwałtowny wzrost liczny przypadków jest znakiem, że wirus pozostaje zagrożeniem i wezwał ludzi do przestrzegania dystansu społecznego. Tego samego dnia rząd ogłosił, że od 14 września w Anglii będą zakazane spotkania towarzyskie dla więcej niż sześciu osób. Royal College of GPs wezwał do ustanowienia sieci klinik wspierających osoby, które przewlekle wykazują objawy COVID-19.
14 września weszła w życie poprawka do ustawy o ochronie zdrowia w Anglii, mówiąca o ograniczeniu liczby osób podczas zgromadzeń do sześciu. Równocześnie podobne zasady zaczęły funkcjonować w Walii i Szkocji jednak nieobejmujące dzieci odpowiednio w wieku 11 i 12 lat. Lider Partii Pracy Sir Keir Starmer poddał się samoizolacji po tym, jak członek jego gospodarstwa domowego „wykazał możliwe objawy koronawirusa”. Ogłoszono, że nowe leczenie COVID-19 przy użyciu przeciwciał monoklonalnych ma zostać przetestowane w szpitalach w Wielkiej Brytanii, przy czym początkowo leczenie otrzyma 2000 pacjentów. Główny doradca naukowy, Sir Patrick Vallance, powiedział, że został skrytykowany przez polityków za poparcie dla pełnego lockdownu na początku pandemii.
16 września premier Boris Johnson powiedział przed komisją parlamentarną, że drugi ogólnokrajowy lockdown miałby „katastrofalne” konsekwencje finansowe dla Wielkiej Brytanii i rząd robi wszystko, by uniknąć takiego scenariusza. Po dochodzeniu przeprowadzonym przez Komisję ds. Konkurencji operator turystyczny Tui zobowiązał się, że do końca września wypłaci klientom zaległe zwroty kosztów.
17 września Baronessa Dido Harding, dyrektor naczelna NHS Test and Trace, powiedziała komisji parlamentarzystów, że zapotrzebowanie na testy COVID-19 znacznie przewyższa możliwości, ale jest pewna, że liczba przeprowadzanych testów może wzrosnąć do 500 000 dziennie do końca października. Sieć domów towarowych John Lewis & Partners ogłosiła, że nie wypłaci swoim pracownikom premii po raz pierwszy od 1953 r. W pierwszym półroczu 2020 roku firma ogłosiła stratę przed opodatkowaniem w wysokości 635 mln funtów.
18 września premier Boris Johnson powiedział, że druga fala infekcji COVID-19 zbliża się do Wielkiej Brytanii i że dalsze obostrzenia dotyczące dystansu społecznego mogą być konieczne. Badanie przeprowadzone przez Imperial College London wykazało, że nowatorski, szybki test opracowany przez firmę DnaNudge daje wyniki porównywalne z badaniami laboratoryjnymi w ciągu 90 minut. Urządzenie trafiło do ośmiu szpitali.
19 września Nicola Sturgeon, Mark Drakeford i Arlene Foster, odpowiednio pierwsi ministrowie Szkocji, Walii i Irlandii Północnej, wezwali rząd Wielkiej Brytanii do interwencji w celu pomocy finansowej dla sektora lotniczego. Rząd Wielkiej Brytanii zapowiedział nałożenie grzywny w wysokości do 10 000 funtów w Anglii, dla osób z pozytywnym wynikiem testu na COVID-19, które odmawiają samoizolacji. Prawo miało również objąć osoby, którym nakazano izolację poprzez śledzenie kontaktów. Jednorazowa grzywna w wysokości 500 funtów może zostać przyznana mniej zamożnym, a także pracodawcom, którzy karzą pracowników za samoizolację. Robert Dingwall, profesor socjologii na Nottingham Trent University, zasugerował rosnące poparcie społeczne dla ponownej oceny rządowej strategii radzenia sobie z COVID-19 w miarę rozwoju wiedzy naukowej o wirusie.
21 września główny doradca naukowy rządu dr Patrick Vallance powiedział, że jeśli nie zostaną podjęte żadne kroki, w połowie października może dochodzić do 50 000 zakażeń i 200 zgonów dziennie. Poziom zagrożenia koronawirusem został podwyższony do poziomu 4, co oznaczało, że transmisja jest wysoka i rośnie wykładniczo. Rząd ogłosił plan przedłużenia wsparcia finansowego dla przedsiębiorstw kolejowych o kolejne 18 miesięcy. Konserwatywny polityk Sir Graham Brady powiedział, że ministrowie „przyzwyczaili się do zarządzania dekretami” i ostrzegł, że opinia publiczna się zmienia i dlatego parlament powinien zatwierdzać wszelkie kolejne ograniczenia związane z COVID-19.
22 września premier Boris Johnson powiedział w Izbie Gmin, że Wielka Brytania osiągnęła „niebezpieczny punkt zwrotny” i ogłosił nowe ograniczenia dla Anglii, które mogą obowiązywać nawet przez pół roku. Objęły one wymóg noszenia maseczek przez pracowników sklepów i ograniczenie liczby gości weselnych do 15 osób. Wstępną grzywnę za złamanie przepisów zwiększono ze 100 do 200 funtów. Podobne środki zapowiedzieli premierzy pozostałych części Wielkiej Brytanii.
23 września rząd Wielkiej Brytanii ogłosił, że rezygnuje z planów opracowania jesiennego budżetu z powodu pandemii. Kanclerz Rishi Sunak zapowiedział wydanie oświadczenia o następstwach rządowego programu pomocy pracownikom wobec presji ze strony polityków opozycji. Rząd Wielkiej Brytanii potwierdził, że punkty gastronomiczne bez pozwolenia na alkohol, takie jak McDonald’s i Pret a Manger, nie będą musiały obsługiwać klientów przy stołach. Sir John Stevens, były komisarz Metropolitan Police, wyraził zaniepokojenie planami zaangażowania wojska w egzekwowanie ograniczeń dotyczących COVID-19, określając je jako „równoznaczne ze stanem wojennym” i „niebezpieczne”. Sieć supermarketów Asda ogłosiła nałożenie wymogu zakrywania twarzy nie tylko na pracowników, ale również na klientów.
24 września weszły w życie nowe regulacje zakazujące niektórym firmom działalności między 22 a 5 rano następnego dnia. Przepisy dotyczyły restauracji, barów, pubów, klubów towarzyskich, kasyn, sal bingo, kręgielni, kin, teatrów, sal koncertowych, salonów gier, wesołych miasteczek (pod dachem lub na zewnątrz) i parków rozrywki. Udostępniono drugą wersję aplikacji do śledzenia kontaktów NHS dla wszystkich osób powyżej 16 roku życia w Anglii i Walii. W oświadczeniu złożonym w Izbie Gmin kanclerz Rishi Sunak ogłosi nowy program wsparcia dla pracowników, który od 1 listopada zastąpi obowiązujący system. W ramach programu osoby pracujące w zmniejszonej liczbie godzin otrzymają pomoc rządową w celu uzupełnienia ich pensji do dwóch trzecich pełnego wynagrodzenia. Kanclerz zapowiedział także wydłużenie (w mniejszym stopniu) pomocy dla samozatrudnionych, wydłużenie okresów spłaty kredytów na działalność gospodarczą oraz przedłużenie czasowej obniżki podatku VAT dla firm z branży hotelarskiej i turystycznej. Dania, Słowacja, Islandia i Curaçao zostają usunięte z listy zwolnień z kwarantanny, wymagając od podróżnych przybywających stamtąd po godzinie 4:00 w dniu 26 września, aby izolowali się przez dwa tygodnie.
28 września pozostałe przepisy związane z pandemią COVID-19 weszły w życie. Zmniejszyły one dopuszczalną liczbę osób uczestniczących w weselach i ceremoniach partnerstwa cywilnego oraz przyjęć z nimi związanych z 30 do 15. Zwiększono grzywny dla osób, które złamią przepisy o kwarantannie po otrzymaniu pozytywnego wyniku testu na COVID do 10 000 funtów. Parlament ogłosił zaprzestanie podawania alkoholu w swoich lokalach po godzinie 22:00, mimo że nie podlega brytyjskim przepisom dotyczącym COVID-19.
Październik 2020
1 października naukowcy z Imperial College London potwierdzili, że rozprzestrzenianie się wirusa zostało spowolnione, a także że współczynnik transmisji (liczba R) spadł od czasu wprowadzenia ograniczeń takich jak ograniczenie do 6 osób przy spotkaniach towarzyskich. Raport przygotowany przez grupę naukowców z Royal Society stwierdził, że nawet przy szczepionce COVID życie nie powróci do normy aż do wiosny 2021 roku. Turcja, Polska i karaibskie wyspy Bonaire, Sint Eustatius i Saba zostały usunięte z brytyjskiej listy zwolnień z kwarantanny. BBC News doniosło, że ograniczenia COVID-19 mają zostać uproszczone do systemu trójpoziomowego po zamieszaniu wokół lokalnych przepisów.
2 października obliczono, że około jednej czwartek populacji Wielkiej Brytanii, czyli około 16,8 miliona ludzi, znajdowało się w strefie lockdownu. Dotyczyło to 23% populacji Anglii, 76% Walii i 32% Szkocji. Data premiery filmu o Jamesie Bondzie „Nie czas umierać” (No Time to Die) została ponownie przesunięta, tym razem do 2 kwietnia 2021 r.

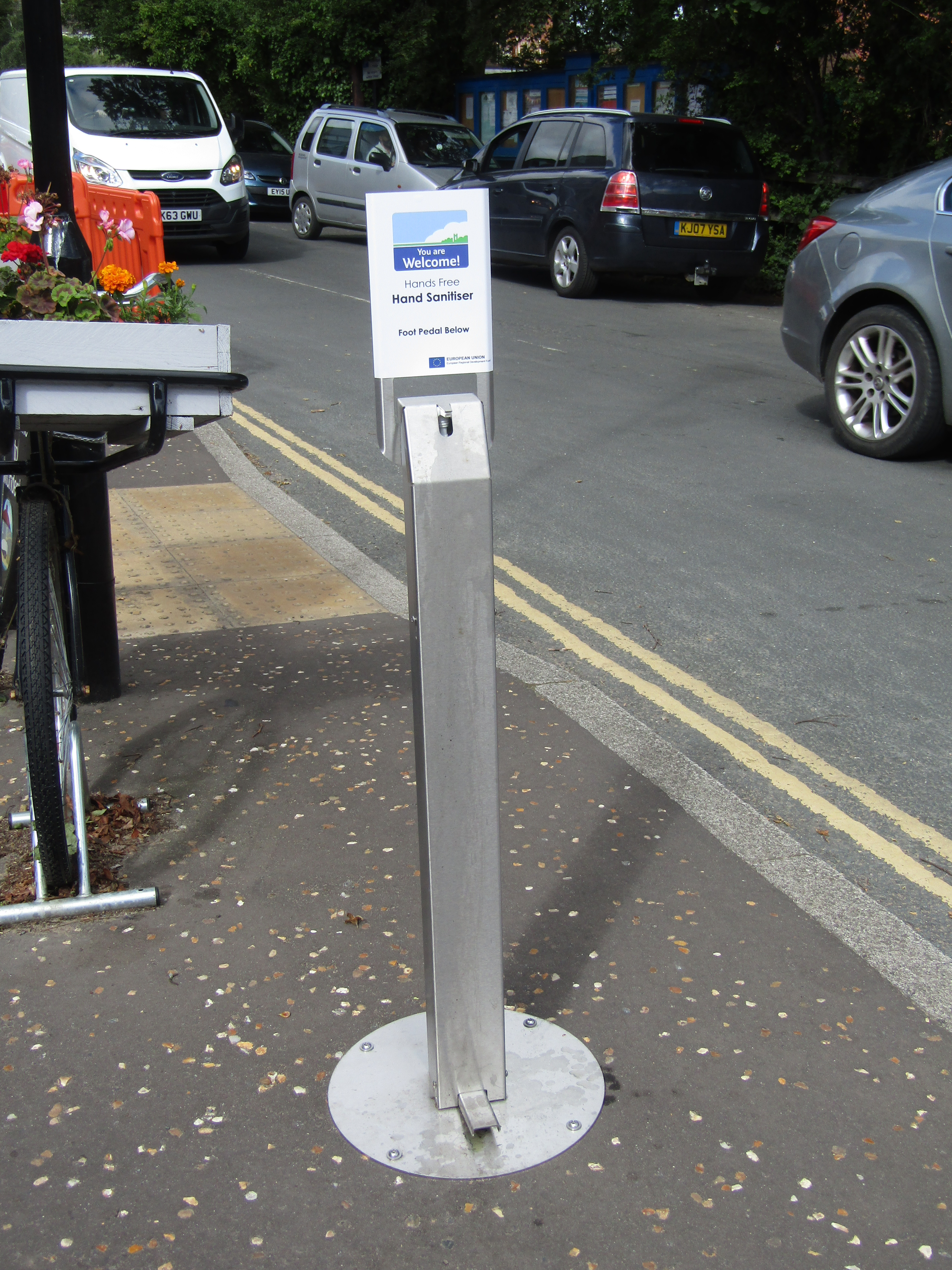
Żel antybakteryjny na ulicy w Mundesley (sierpień 2020)

4 października potwierdzono kolejnych 22 961 przypadków COVID-19, co dało łączną liczbę 502 978. Liczba ta zawierała 15 841 przypadków potwierdzonych między 25 września a 1 października, a które nie zostały wcześniej uwzględnione z powodu błędu technicznego. Suma dnia była więc sztucznie zawyżona zarówno dla Anglii, jak i całej Wielkiej Brytanii. Sieć kin Cineworld ogłosiła plany tymczasowego zamknięcia swoich kin w Wielkiej Brytanii z powodu opóźnień w premierach filmów wielkobudżetowych z powodu pandemii COVID-19. Opóźniony maraton londyński 2020 odbył się na specjalnie zaprojektowanym torze z zamkniętą pętlą. Minister zdrowia Matt Hancock ogłosił, że armia brytyjska zostanie wezwana do pomocy w dystrybucji szczepionki na koronawirusa, gdy tylko ta będzie gotowa do wprowadzenia.
5 października sieć kin Odeon ogłosiła skrócenie dni otwarcia jedynie do weekendów w niektórych częściach Wielkiej Brytanii z powodu opóźnień w premierach filmowych. Rząd walijski potwierdził, że rozważa wprowadzenie kwarantanny dla osób przybywających z części Wielkiej Brytanii, w których jest wysoki współczynnik zakażeń. Szefowa brytyjskiej grupy roboczej ds. szczepionek, Kate Bingham, ujawniła, że mniej niż połowa populacji kraju mogłaby zostać zaszczepiona przeciwko koronawirusowi i że nie oczekuje się szczepienia osób poniżej 18 roku życia.
8 października dane opublikowane przez Office for National Statistics wykazały trzy razy więcej zgonów z powodu COVID-19 niż z powodu grypy i zapalenia płuc w Anglii i Walii w okresie od stycznia do sierpnia 2020 r. Zanotowano 48 168 zgonów z powodu COVID w porównaniu z 13 600 zgonami z powodu zapalenia płuc i 394 z powodu grypy. National Trust ogłasza utratę 1300 miejsc pracy. Badanie przeprowadzone na Uniwersytecie w Edynburgu zasugerowało, że nałożenie rygorystycznych lockdownów i zamknięcie szkół może prowadzić do większej liczby zgonów z powodu COVID-19 w dłuższej perspektywie. Przeprowadzone badanie dowiodło, że odporność stadna zmniejszy dotkliwość drugiej fali, a rygorystyczne obostrzenia działają tylko jako środek krótkoterminowy, jeśli szczepionka zostanie szybko znaleziona.
11 października naukowcy z University of Exeter rozpoczęli testy kliniczne szczepionki przeciw gruźlicy BCG, opracowanej w 1921 roku, aby sprawdzić jej skuteczność przeciwko COVID-19. Wiodący brytyjski naukowiec profesor Peter Horby powiedział, że drugi ogólnokrajowy lockdown jest możliwy, ale ludzie muszą zrobić wszystko, co w ich mocy, aby uniknąć go za wszelką cenę. Sieć Vue Cinemas ogłosiła plany zamknięcia jednej czwartej swoich kin na trzy dni w tygodniu w celu zmniejszenia kosztów.
12 października premier Boris Johnson przedstawił nowy trójstopniowy system ograniczeń dla Anglii, który miał zacząć obowiązywać od 14 października. Obszary zostały pogrupowane według trzech kategorii ryzyka – średnie, wysokie lub bardzo wysokie. W obszarach o średnim ryzyku obowiązuje zasada do sześciu osób podczas spotkań towarzyskich i godzina policyjna 22:00. Obszary o wysokim ryzyku mają ograniczenia dotyczące spotkań w pomieszczeniach, ale grupy sześcioosobowe mogą nadal spotykać się na zewnątrz. Na obszarach o bardzo wysokim ryzyku zamykane są firmy, takie jak puby i kasyna, ale nie restauracje. Region wokół miasta Liverpool był jedyny obszar, który został umieszczony w najwyższej kategorii ryzyka. Przedstawiciele sektora hotelarskiego zapowiedzieli podjęcie kroków prawnych przeciwko lokalnym przepisom mogącym zmusić puby, bary i restauracje do zamknięcia.
14 października British Medical Journal doniósł o rzadkim przypadku pacjenta, który doznał trwałej utraty słuchu po epizodzie COVID-19. Szpitale w Plymouth, Liverpoolu i Belfaście rozpoczęły odwoływanie planowanych zabiegów i operacji z powodu wzrostu liczby pacjentów z COVID-19 wymagających intensywnej opieki. Mark Drakeford, pierwszy minister Walii, ogłosił plany zakazu odwiedzania Walii z części Wielkiej Brytanii, w których występuje najwięcej przypadków COVID-19.
15 października badanie przeprowadzone przez University College London ujawniło, że nawet 17% populacji Wielkiej Brytanii może odmówić zaszczepienia się szczepionką COVID-19. Włochy, Watykan i San Marino zostały usunięte z listy zwolnień z kwarantanny po wzroście liczby przypadków COVID-19 we Włoszech. Izba Gmin ogłosiła plany zaprzestania sprzedaży alkoholu w swoich barach i restauracjach w związku z ostrzejszymi ograniczeniami dotyczącymi COVID w Londynie.
16 października Walia wprowadziła zakaz podróżowania dla osób z innych części w Wielkiej Brytanii, w których występuje dużo zakażeń. Ograniczenie zaczęło obowiązywać o godzinie 18:00.
20 października pasażerowie lecący z lotniska Heathrow do Włoch i Hongkongu otrzymali możliwość wykupienia szybkiego testu COVID-19 za 80 funtów. W przeciwieństwie do testów PCR stosowanych przez NHS, testy LAMP używane w ośrodku Heathrow nie muszą być badane w laboratorium. Wielka Brytania ogłosiła plan przeprowadzenia testów szczepionki COVID z udziałem około 90 osób, które będą celowo narażone na działanie wirusa w celu określenia poziomu ekspozycji potrzebnej do zarażenia.
22 października kanclerz Rishi Sunak ogłosił zwiększenie wsparcia dla pracowników dotkniętych ograniczeniami COVID, które polegało na obniżeniu progu kwalifikacji do otrzymania pomocy rządowej. Wyspy Kanaryjskie, grecka wyspa Mykonos, Malediwy i Dania zostały dodane do listy zwolnień z kwarantanny, podczas gdy Liechtenstein został z niej usunięty.
26 października sieć aptek Boots ogłosiła, że udostępni test COVID dający wynik w ciągu dwunastu minut. Test, wyprodukowany przez firmę LumiraDx, będzie kosztował 120 funtów. Naukowcy donieśli, że szczepionka COVID-19 Uniwersytetu Oksfordzkiego wykazuje „silną reakcję odpornościową” wśród starszych wolontariuszy.
29 października ogłoszono, że badanie przeprowadzone przez Imperial College w Londynie sugeruje, że każdego dnia w Anglii pojawia się 100 000 nowych przypadków COVID-19, a liczba przypadków podwaja się co dziewięć dni. Cypr i Litwa zostały usunięte z listy zwolnień z kwarantanny od niedzieli 1 listopada. Producent kolejek modelarskich, Hornby, poinformował o 33% wzroście zysków w ciągu sześciu miesięcy do września 2020 r., co związane było z faktem, że podczas lockdownu ludzie mają więcej czasu na hobby. Nadawca telewizyjny Channel 4 ogłosił plan zwrotu 1,5 miliona funtów pomocy rządowej po tym, jak znalazł się w „solidnej sytuacji finansowej, powyżej oczekiwań”.
31 października Wielka Brytania osiągnęła ponad milion przypadków COVID-19. Podczas konferencji prasowej na Downing Street, premier Boris Johnson ogłosił drugi pełny lockdown Anglii od 5 listopada do 2 grudnia. Restrykcje mają zapobiec „medycznej i moralnej katastrofie NHS”. Po tym okresie Anglia wróci do trzypoziomowego systemu. Program pomocy rządowej dla pracowników, których miejsca pracy zostały tymczasowo zamknięte, zaplanowany do końca 31 października, został przedłużony do grudnia. Puchar Sześciu Narodów 2020, opóźniony z powodu kryzysu COVID, skończył się zdobyciem tytułu przez Anglię.
Listopad
4 listopada deputowani w Izbie Gmin zagłosowali 516-39 za czterotygodniowym lockdownem dla Anglii, który wejdzie w życie następnego dnia, 34 konserwatywnych deputowanych zagłosowało przeciw, a kolejnych 19 wstrzymało się od głosu.
5 listopada w Anglii rozpoczął się drugi ogólnokrajowy lockdown. Kanclerz Rishi Sunak ogłosił przedłużenie wsparcia dla pracowników do marca 2021 roku.
6 listopada brytyjski departament zdrowia rozpoczął pilotażowy program masowego testowania. Wszystkie osoby mieszkające, uczące się, bądź pracujące w Liverpool zostały zaproszone na regularne badania na COVID-19. Dania została usunięta z listy krajów, z których podróżni są zwolnieni z kwarantanny, po tym jak odkryto zmutowany szczep COVID-19 obecny w populacji norek w tym kraju.
7 listopada wprowadzono zakaz wjazdu do Wielkiej Brytanii dla obywateli innych krajów podróżujących z Danii. Królowa Elżbieta II po raz pierwszy publicznie zakryła twarz maseczką podczas wizyty na Grobie Nieznanego Żołnierza w Opactwie Westminsterskim. Przyznano ostatnią transzę środków z Funduszu Ratowania Kultury (Culture Recovery Fund), w której 14 milionów funtów zostało przekazanych 162 organizacjom zajmującym się dziedzictwem kulturowym, w tym katedrze św. Pawła, która otrzymała 2,1 miliona funtów.
9 listopada podano, że szczepionka przeciwko koronawirusowi Pfizer i BioNTech we wstępnych testach chroni 90% biorców. Premier Boris Johnson powiedział, że są to „bardzo, bardzo wczesne dni”. Sekretarz Transportu Grant Shapps ogłosił, że Wielka Brytania czyni „duże postępy” w opracowywaniu systemu testowania w celu skrócenia okresu kwarantanny dla przybywających z zagranicy.

## Działania służby zdrowia
Opieka zdrowotna w Wielkiej Brytanii ma formę zdecentralizowaną. Anglia, Irlandia Północna, Szkocja i Walia mają własne, publiczne systemy opieki zdrowotne i odpowiedzialne za nie parlamenty. Ponieważ każdy kraj ma inną politykę, prawa i priorytety, istnieje obecnie wiele różnic między tymi systemami.

### Wyposażenie

#### Środki ochrony osobistej

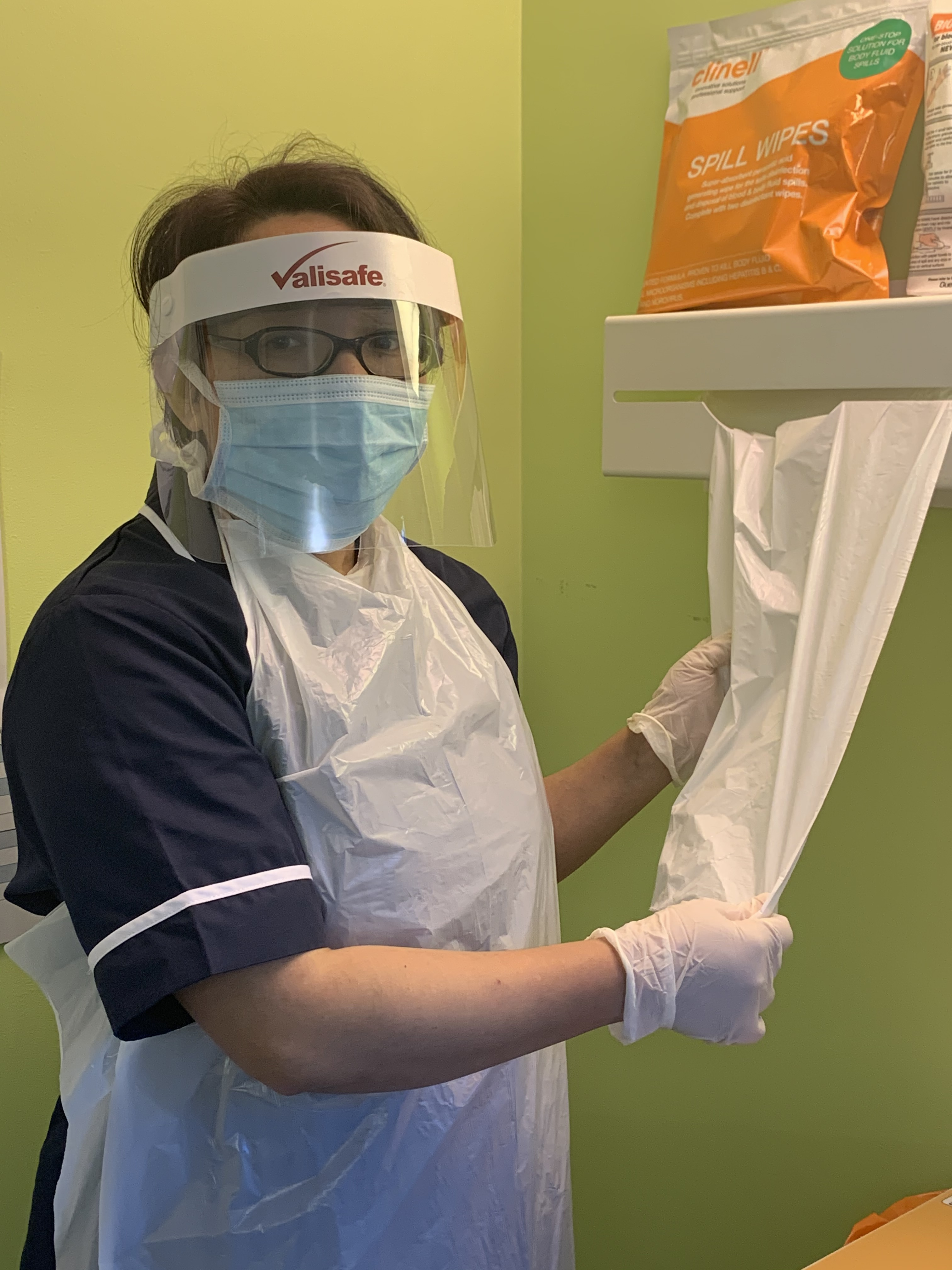
Pielęgniarka podstawowej opieki zdrowotnej podczas pandemii COVID-19 w Wielkiej Brytanii (kwiecień 2020)

Już w lutym 2020 r. pracownicy pierwszej linii służby zdrowia zaczęli zgłaszać swoje zaniepokojenie brakiem gotowości Wielkiej Brytanii do radzenia sobie z epidemią na dużą skalę. Ankieta przeprowadzona przez Stowarzyszenie Lekarzy w Wielkiej Brytanii (The Doctors’ Association UK) wykazała, że tylko 8 z 1600 lekarzy NHS uważało, że system jest dobrze przygotowany do radzenia sobie z koronawirusem.
16 marca magazyn lekarski Pulse poinformował, że lekarze otrzymywali przeterminowane środki ochrony indywidualnej, na których data przydatności do 2016 r. była pokryta naklejką z napisem „2021”. Rząd zapewnił, że nie stwarza to niebezpieczeństwa. Również w marcu przeprowadzono ankietę pośród lekarzy pierwszego kontaktu, z której wynikało, że dwóch z pięciu nadal nie posiada środków ochronnych.
W dniu 22 marca, w liście z 3963 podpisami, koordynowanym przez Stowarzyszenie Lekarzy w Wielkiej Brytanii opublikowanym w „The Times”, pracownicy NHS poprosili Borisa Johnsona o „ochronę życia ratujących życie” i rozwiązanie problemu niedoboru sprzętu ochronnego. 23 marca NHS wystosował prośbę do sklepów z narzędziami o pomoc w zaopatrzeniu szpitali w gogle ochronne i inne środki ochrony osobistej.
1 kwietnia rząd potwierdził, że 390 milionów sztuk środków ochrony osobistej zostały przekazane służbie zdrowia w ciągu ostatnich dwóch tygodni, czego nie potwierdzały organizacje zrzeszające medyków.
12 czerwca Departament Zdrowia i Opieki Społecznej opublikował pierwszy raport przygotowany przez Krajowe Biuro Kontroli (National Audit Office) stanowiący oficjalną ocenę dostaw i dystrybucji środków ochrony osobistej przez organizacje rządowe w Anglii. Wynikało z niego, że jedynym dostępnym zapasem środków ochrony indywidualnej we wczesnych stadiach wybuchu koronawirusa było te zgromadzone w oczekiwaniu na pandemiczny kryzys grypy. Rządowa grupa doradcza zaleciła składowanie odzieży ochronnej w czerwcu 2019 r., a dodatkowy ich zakup był planowany na początek 2020 r. W raporcie przeanalizowano różne scenariusze przebiegu pandemii i związanego z nimi zapotrzebowania na środki ochronne, w tym najgorszego zakładanego scenariusza. Podkreślono, że od połowy marca do maja ilość masek i worków na odpady kliniczne dystrybuowana z centralnych zapasów przekroczyła modelowany próg, natomiast w przypadku wszystkich innych przedmiotów, takich jak fartuchy, osłony oczu i fartuchy, była niższa. W opiece społecznej ilości wszystkich dostarczonych środków były mniejsze niż modelowany próg, a przy rękawiczkach i osłonach oczu było to poniżej 10%. 1 maja Departament Zdrowia poinformował zarządy szpitali, że środki ochrony osobistej są zarządzane centralnie i że szpitale powinny samodzielnie zaopatrywać się wyłącznie od nowych lokalnych dostawców. Jak podkreślił National Audit Office do połowy maja centralne dostawy środków ochrony indywidualnej zaspokajały zapotrzebowanie ze strony sektora zdrowia i opieki.
W lipcu 2020 r. deputowani z ponadpartyjnej komisji wyrazili swoje zaniepokojenie niedoborami środków ochrony indywidualnej podczas pierwszej fali i dodali, że rząd jest w trakcie opracowywania planów uzupełnienia zapasów na wypadek kolejnych fali pandemii. Deputowana Partii Pracy Meg Hellier powiedziała, że rząd nie wyciągnął wniosków z przeprowadzonych w 2016 r. analiz służby zdrowia dotyczących praktycznego przygotowania do ewentualnego wybuchu pandemii. Nie poczynił też przygotowań po ostrzeżeniach poprzedniej komisji w zakresie dostępności leków i sprzętu w sektorze opieki społecznej na wypadek Brexitu bez porozumienia z Unią Europejską.
W sierpniu 2020 r. pojawiła się informacja, że 50 milionów masek zamówionych dla NHS nie będzie używanych ze względów bezpieczeństwa. Maski zostały zamówione od dostawcy Ayanda Capital w ramach umowy o wartości 252 milionów funtów podpisanej 29 kwietnia. Ta sama firma dostarczyła również 150 milionów masek innego rodzaju, z którymi nie stwierdzono żadnych problemów. Rządy Walii i Szkocji oświadczyły, że nie korzystały z usług dostawcy.
W drugiej połowie września rząd zapowiedział, że pracownicy opieki otrzymają darmowe zapasy masek, fartuchów i rękawiczek przed zimą, aby uniknąć katastrofalnej sytuacji jaka miała miejsce w domach opieki na początku pandemii. Środki ochrony mają być dostępne przez portal rządowy. Kanclerz Rishi Sunak przeznaczył już na ten cel 15 miliardów funtów z czego około połowa nie została wydana według doniesień National Audit Office.
28 września rząd brytyjski potwierdził, że pracownicy służby zdrowia i opieki społecznej leczący pacjentów z COVID-19 mają dostęp do nieprzerwanych dostaw środków ochrony indywidualnej. Dodał, że od listopada będą dostępne czteromiesięczne zapasy i że łącznie zakupiono 32 miliardy sztuk. W ramach rządowej strategii możliwości produkcyjne brytyjskich przedsiębiorstw zwiększą się od grudnia do 70% całkowitego zapotrzebowania brytyjskiej służby zdrowia na fartuchy i maski, w porównaniu do 1% przed pandemią. Z dokumentu wynika, że od początku pandemii rząd brytyjski podpisał ponad 300 umów na zagwarantowanie dostaw środków ochronnych dla NHS.

#### Respiratory
W połowie marca sekretarz zdrowia Matt Hancock powiedział, że około 5000 respiratorów jest dostępnych dla pacjentów z COVID-19 i że nie ma liczby, która byłaby zbyt wysoka. Wraz z premierem Borisem Johnsonem wystosowali apel do brytyjskich przedsiębiorstw, by te rozpoczęły produkcję respiratorów i że rząd zakupi każdą ich ilość. Do końca marca rząd oszacował, że Wielka Brytania będzie potrzebowała 30 000 respiratorów. Na apel rządu przedsiębiorstwa m.in. Airbus, Dyson, Rolls-Royce i Ford stworzyły konsorcjum Ventilator Challenge UK, w ramach którego przystosowały swoje linie produkcyjne do ich wytwarzania.
Podczas pierwszej fali pandemii NHS używał 6818 z 10 900 dostępnych respiratorów.
W kwietniu 2020 r. BBC przekazało w pełni działające respiratory z planu serialu medycznego Szpital Holby City do nowego londyńskiego szpitala polowego NHS Nightingale. Stacja nie sprecyzowała ich dokładnej ilości, ani przyczyny dla której w pełni działające urządzenia znajdowały się na planie podczas kręcenia scen.
5 lipca przedstawiciele konsorcjum Ventilator Challenge UK potwierdzili, że łącznie dostarczyli 13 437 respiratorów, produkując do 400 urządzeń dziennie.
W sierpniu 2020 r. naukowcy z Imperial College London i King’s College London opracowali model teoretyczny pokazujący, w jaki sposób jeden respirator może być używany do leczenia dwóch pacjentów. Podkreślili, że chociaż rozdzielanie respiratorów w ten sposób może być z natury niebezpieczne, ich model pokazuje, jak można złagodzić niektóre problemy za pomocą zmiennych rezystancji i zaworów jednokierunkowych.
30 września przedstawiciele służby zdrowia potwierdzili, że są w posiadaniu 30 000 respiratorów i że wydano na nie 569 milionów funtów. Rząd kupił również 17 800 nieinwazyjnych urządzeń do terapii tlenowej dla NHS.

### Personel medyczny
W marcu 2020 roku, gdy Wielka Brytania znajdowała się u progu pierwszej fali pandemii, rząd brytyjski poinformował, że 65 000 emerytowanych pracowników służby zdrowia zostało wezwanych do powrotu do pracy, aby pomóc NHS w czasie zbliżającego się kryzysu. Zaproszenia listowne zostały wysłane do wszystkich, którzy opuścili zawód w ciągu ostatnich 3 lat. 29 marca Boris Johnson powiedział, że ponad 20 000 z nich postanowiło wrócić w tym m.in. deputowana do Izby Gmin z Partii Konserwatywnej Maria Caulfield. Studentom ostatniego roku medycyny i pielęgniarstwa również zaoferowano tymczasowe kontrakty, aby zmniejszyć obciążenie.
NHS zawarł umowę z prywatnymi szpitalami na przejęcie 8000 łóżek, 1200 respiratorów i prawie 20 000 w pełni wykwalifikowanego personelu medycznego do walki z epidemią koronawirusa. Porozumienie spowodowało przekazanie niemal całej pojemności sektora prywatnego publicznej służbie zdrowia.
24 marca minister zdrowia Matt Hancock ogłosił rządowy program rekrutacji 250 000 wolontariuszy do wsparcia NHS podczas pandemii koronawirusa. Cel został osiągnięty w mniej niż 24 godziny, więc zwiększono go do pół miliona. W ciągu kolejnych dwóch dni zarejestrowało się łącznie 750 000 wolontariuszy. Osoby te miały się zajmować m.in. robieniem zakupów, odbieraniem leków z aptek dla osób w izolacji, transportem osób wypisywanych ze szpitali, transportem sprzętu medycznego pomiędzy lokalizacjami NHS i leków pomiędzy aptekami.
31 marca minister spraw wewnętrznych Priti Patel ogłosiła, że wizy zagranicznych pracowników służby zdrowia, które mają datę zakończenia przed 1 października zostaną automatycznie przedłużone o rok bez dodatkowych opłat. Plan objął około 2800 osób, w tym rodziny pracowników.
22 maja rząd ogłosił porzucenie dodatkowej opłaty NHS dla pracowników służby zdrowia, którą migranci spoza UE są zobowiązani płacić za korzystanie ze świadczeń medycznych. Zdrowotny dodatek imigracyjny wynosił 400 funtów rocznie i wzrósł do 624 funtów w październiku.
W lipcu 2020 w NHS pracowało 295 193 pielęgniarek, 13 718 więcej niż rok wcześniej oraz 120 607 lekarzy, 7810 więcej niż rok wcześniej.

## Testowanie i monitorowanie
Krótko po potwierdzeniu, że przyczyną masowych przypadków zapalenia płuc w Wuhan był nowy koronawirus, chińskie władze udostępniły sekwencję genetyczną wirusa na potrzeby opracowania zestawów diagnostycznych. Do 10 stycznia Wielka Brytania opracowała prototypowy test laboratoryjny, wykonywany na próbkach z nosa, gardła i dróg oddechowych i przetestowany w laboratorium zdrowia publicznego Public Health England w Londynie. Testowanie pacjentów rozpoczęto się w ciągu kilku dni, a do 3 lutego przeprowadzono 326 testów. W ciągu następnych kilku tygodni testy udostępniono 12 laboratoriom w Wielkiej Brytanii umożliwiając badanie 1000 osób dziennie.
24 marca minister zdrowia Matt Hancock zapowiedział, że rząd zamówił 3,5 miliona zestawów do testowania na obecność przeciwciał, umożliwiając wykrycie czy dana osoba miała już COVID-19. Później stwierdzono, że podczas testowania zestawów, które kosztowały co najmniej 16 milionów funtów, wykryto, że nie spełniały one wymaganych specyfikacji.
31 marca były dyrektor Światowej Organizacji Zdrowia (WHO) Anthony Costello powiedział, że kluczem do wyjścia z obostrzeń są masowe testy, a Wielka Brytania jest w stanie dorównać poziomowi testowania w Niemczech, który wynosił 70 000 dziennie. Zarzucił rządowi i Public Health England zbyt powolne podejmowanie decyzji. Następnego dnia Jeremy Hunt, przewodniczący Komisji Specjalnej ds. Zdrowia i Opieki Społecznej oraz były sekretarz ds. zdrowia, powiedział, że „bardzo niepokojące” jest to, że rząd nie wprowadził masowych testów, ponieważ zostało to „udowodnione na arenie międzynarodowej jako najskuteczniejszy sposób zerwania łańcucha transmisji”.
Rząd uruchomił portal do rezerwacji testów. Rządy Szkocji i Irlandii Północnej zapisały się do portalu, z którego korzystała Anglia. Rząd walijski nawiązał współpracę z firmą Amazon, celem stworzenia własnego systemu rezerwacyjnego. Plan został później porzucony, w związku z problemami ze zbieraniem danych osobowych. Rząd walijski uruchomił swoją wersję portalu, z którego korzystała reszta Zjednoczonego Królestwa.
W maju 2020 Departament Zdrowia i Opieki Społecznej oraz Zdrowia Publicznego Anglii potwierdził, że dwie próbki pobrane od pojedynczych osób, takie jak zwykły test śliny i wymazu z nosa, są przetwarzane jako dwa oddzielne testy. To, wraz z innymi powtarzanymi testami, takimi jak sprawdzenie wyniku ujemnego, doprowadziło do tego, że codzienne liczby testów diagnostycznych były o ponad 20% wyższe niż liczba testowanych osób.
18 maja rządy wszystkich czterech narodów zgodziły się na rozszerzenie testowania na wszystkich mieszkańców Zjednoczonego Królestwa powyżej piątego roku życia.
3 września sekretarz zdrowia Matt Hancock ogłosił wsparcie rządowe w wysokości 500 milionów funtów dla badań nad nowym testem na koronawirusa. Nowatorski 20-minutowy test wykonywany z próbek śliny miał być testowany w Salford, gdzie każdego dnia miano wybrać 250 mieszkańców. „Operacja Moonshot” jest częścią ambitnego planu rządu brytyjskiego o wartości 100 miliardów funtów, by testować 10 milionów osób dziennie, głównie tych bez objawów.

### Wydajność laboratoriów
19 listopada wydajność laboratoriów w Wielkiej Brytanii wynosiła 537 771 próbek dziennie. Tego dnia przebadano 395 436 próbek. Była to rekordowa liczba próbek przebadanych w ciągu 24 godzin od początku pandemii.

## Statystyki
Statystyki publikowane są każdego dnia po godzinie 16 na stronie rządowej coronavirus.data.gov.uk. Dane podzielone są na kraje składowe Wielkiej Brytanii, a także ujęte w statystykę zbiorczą. Jedynie wydajność laboratoriów podawana jest dla Wielkiej Brytanii jako całości. Liczba zakażeń publikowana jest na podstawie pozytywnego testu. Jeśli osoba miała więcej niż jeden test celem potwierdzenia diagnozy, liczona jest jako jeden przypadek.

### Dzienna liczba nowych przypadków
Ostatnia aktualizacja 21 listopada 2020.

### Dzienna liczba nowych przypadków na milion mieszkańców
Ostatnia aktualizacja 21 listopada 2020.

### Dzienna liczba wykonanych testów
Ostatnia aktualizacja 19 listopada 2020.

### Dzienna liczba zgonów
Łączna liczba osób, które miały pozytywny wynik testu na COVID-19 i zmarły w ciągu 28 dni od pierwszego pozytywnego testu, zgłoszonych do lub do dnia zgonu lub daty zgłoszenia (w zależności od dostępności). Osoby, które zmarły ponad 28 dni po pierwszym pozytywnym teście, nie są uwzględnione, niezależnie od tego, czy COVID-19 był przyczyną śmierci, czy nie.
Ostatnia aktualizacja 21 listopada.

### Dzienna liczba zgonów na milion mieszkańców
Ostatnia aktualizacja 21 listopada 2020.

### Łączna liczba potwierdzonych przypadków
Do 1 lipca wyniki testów były zbierane osobno z NHS (1 filar) i z rządowego programu testowania (2 filar), co spowodowało podwójne liczenie pacjentów, którzy mieli wykonane testy obydwoma metodami. Łącząc dane z filarów 1 i 2 w dniu 2 lipca, znaleziono około 30 000 duplikatów i usunięto je z danych. Dlatego liczba potwierdzonych przypadków zmniejszyła się między 1 lipca do 2 lipca.
Aktualna liczba potwierdzonych przypadków wynosi 1 493 383 (stan na 21 listopada 2020).

### Łączna liczba wykonanych testów
Aktualna liczba wykonanych testów wynosi 37 575 856 (stan na 19 listopada 2020).

### Łączna liczba zgonów
Aktualna liczba zgonów wynosi 54 626 (stan na 21 listopada 2020).

### Wielka Brytania na tle innych krajów europejskich
Poniższy wykres przedstawia tygodniową liczbę zachorowań na milion mieszkańców.
Poniższy wykres przedstawia tygodniową liczbę zgonów na milion mieszkańców.